# オクラホマ州
座標: 北緯35度30分 西経98度00分 / 北緯35.5度 西経98度

オクラホマ州
State of Oklahoma

州の愛称: 抜け駆けの州
Sooner State州のモットー: 労働は全てに打ち勝つ
（ラテン語: Labor omnia vincit）

オクラホマ州（オクラホマしゅう、英語: Oklahoma,[ˌoʊkləˈhoʊmə] ( 音声ファイル); チェロキー語: ᎣᎦᎳᎰᎹ, ogalahoma; チョクトー語: Oklahumma）は、アメリカ合衆国南中部にある州。州の北はコロラド州とカンザス州に接し、東はミズーリ州とアーカンソー州、西はニューメキシコ州、南はテキサス州に接している。アメリカ合衆国50州の中で面積では第20位、人口では第28位である。漢字表記は俄克拉何馬。
州都および最大都市はオクラホマシティ市であり、タルサ市がそれに続く。
州名はチョクトー族インディアンの言葉でokla と hummaを合わせたものであり、「赤い人々」を意味する。1907年11月16日に元のインディアン準州とオクラホマ準州を合わせて合衆国46番目の州になっており、当初は全米のインディアン部族のほとんどを強制移住させる目的で作られた州である。そのため、他の州に比べ、インディアンの保留地（Reservation）が非常に多い。
オクラホマ州は天然ガス、石油および農業の生産高が高く、また航空機、エネルギー、通信およびバイオテクノロジーに経済の基盤がある。国内でも最大級に経済成長率が高く、一人当たり収入成長率と、州総生産の成長率では国内トップクラスである。オクラホマシティ市とタルサ市が州の経済の中心となり、両都市圏に州全体の人口の60%以上が住んでいる。
| 家庭で話される言語（オクラホマ州） 2010 | 家庭で話される言語（オクラホマ州） 2010 | 家庭で話される言語（オクラホマ州） 2010 | 家庭で話される言語（オクラホマ州） 2010 | 家庭で話される言語（オクラホマ州） 2010 |
| --------------------------------------- | --------------------------------------- | --------------------------------------- | --------------------------------------- | --------------------------------------- |
|                                         |                                         |                                         |                                         |                                         |
| 英語                                    | 英語                                    |                                         | 91.15%                                  | 91.15%                                  |
| スペイン語                              | スペイン語                              |                                         | 5.89%                                   | 5.89%                                   |

| 人種構成（オクラホマ州） 2010 | 人種構成（オクラホマ州） 2010 | 人種構成（オクラホマ州） 2010 | 人種構成（オクラホマ州） 2010 | 人種構成（オクラホマ州） 2010 |
| ----------------------------- | ----------------------------- | ----------------------------- | ----------------------------- | ----------------------------- |
|                               |                               |                               |                               |                               |
| 白人                          | 白人                          |                               | 68.7%                         | 68.7%                         |
| ヒスパニック                  | ヒスパニック                  |                               | 8.9%                          | 8.9%                          |
| インディアン                  | インディアン                  |                               | 8.6%                          | 8.6%                          |
| 黒人                          | 黒人                          |                               | 7.4%                          | 7.4%                          |
| アジア系                      | アジア系                      |                               | 1.7%                          | 1.7%                          |
| 混血                          | 混血                          |                               | 5.9%                          | 5.9%                          |

## 州名の由来
「オクラホマ」という名前はokla と hummaを合わせたものであり、「赤い人々」を意味する。チョクトー族の酋長アレン・ライトが、インディアン準州の利用に関するアメリカ合衆国政府との条約交渉中の1866年に提案したものである。ライトはアメリカ合衆国インディアン問題監督官が支配する、全てインディアンの州を構想していた。okla hummaという言葉はアメリカインディアン全体を指すときに使われるチョクトー語である。後にオクラホマ準州として事実上の地域の名称となり、この地域が白人開拓者に開放されてから2年後の1890年には公式の名称となった。

## 歴史
最終氷期にはインディアンがオクラホマを通って移動したという証拠が存在するが、最初の恒久的な住人となると、紀元850年から1450年にアーカンソー州境近くに塚のような構造物を築いた人々である。スペイン人フランシスコ・バスケス・デ・コロナドが1541年に州内を旅したが、1700年代にフランス人探検家達が地域の領有権を主張した。フランスによる領有は、1803年のルイジアナ買収によってアメリカ合衆国がミシシッピ川の西側領土全てをフランスから購入するまで続いた。
1794年のフォールン・ティンバーズの戦いの講和条約としてグリーンヴィル条約（1795年8月3日）が締結されると、19世紀前半に北アメリカ中のインディアンが先祖伝来の土地を追い出され（Treaty of Dancing Rabbit Creek）、現在のオクラホマ州周辺の地に移動させられた。チョクトー族は、アメリカ合衆国南東部から移動させられた文明化五部族の中では最初の部族だった。「涙の道」ということばは1831年のチョクトー族の移動に端を発する言葉だったが、通常はチェロキー族の移動を表すときに使われている。約17,000人のチェロキー族と彼等が所有していた2,000人の黒人奴隷がその故郷から移動させられた。オクラホマの地域は既にオーセージ族やクアポー族に占められていたが、チョクトー族のための土地と呼ばれ、その後インディアンの土地となり、さらにアメリカ合衆国の政策でその他のインディアン部族を含むようにその境界が再定義された。1890年までに30以上の部族がインディアン準州（あるいは「インディアン・カントリー」と呼ばれる）領域に集中させられた。南北戦争の間、多くのインディアンが北軍または南軍に従軍した。チェロキー族の場合は部族内抗争も起こった。オクラホマの奴隷制度は1866年になって廃止された。
1866年から1899年、テキサス州の牛牧場経営者が東部の都市での食糧需要に応ずるために、カンザス州の鉄道まで約束した配達期限に牛を届けられるよう牛を追わせた。カウボーイが牛を北に追い、あるいはインディアン準州の中に違法に入植することで牛追い道と牛牧場が発展した。1881年、主要な牛追い道5本（Goodnight–Loving Trail、Potter-Bacon trail、ウェスタン・トレイル、チザム・トレイル、Shawnee Trail）のうち4本がインディアン準州内を抜けていた。
インディアン準州内に白人開拓者が増えたことで、アメリカ合衆国政府は1887年にドーズ法を制定し、部族の土地を個々の家族単位に割り当て、農業と土地の私有を奨励したが、連邦政府の土地も確保した。この過程で、鉄道会社が準州内のインディアンが所有していた土地の半分近くを取り上げ、外部から来る開拓者が購入できるように確保した。通常、土地は最初にその土地に来た開拓者に開放された。ランドラッシュと呼ばれる、決められた時刻に特定の土地が開拓者に開放され、待ちかねた開拓者が一斉に駆け出すような仕組みが1889年のものを含め何度か行われた。公式の解放時刻以前に境界を越えるという規則破りは「抜け駆け」（sooner）で境界を越えたと言われるようになり、このsooner（早い者勝ち）という言葉がオクラホマ州の公式ニックネーム（Sooner State）にもなった。準州を州に昇格させる動きは19世紀末近くに始まった。このころ、カーティス法でインディアン部族に対する土地の割り当てを続けていた。オクラホマと名付ける全てインディアンの州を創設する試みや、セコイアと名付けるやはり全てインディアンの州を創設する試みが次々と失敗したが、1905年のセコイア州憲法制定会議がその2年後のオクラホマ州憲法制定会議の基になった。1907年11月16日、オクラホマはアメリカ合衆国46番目の州に昇格した。
この新州で石油が発見されて折からの石油ブームの焦点となり、町は急速に人口を増やして富を掴んだ。タルサ市は20世紀の大半の期間「世界の石油首都」と呼ばれており、油田の探査で州の初期経済を潤わせた。1927年、「国道66号線の父」とも呼ばれたオクラホマの事業家サイラス・アベリーが、アメリカ国道66号線の建設に関わる運動を始めた。アベリーは、テキサス州アマリロからタルサ市に伸びていた道路を用いて66号線を建設するために、本拠地のタルサ市で66号線協会を結成し、その計画を監督した。
オクラホマはアフリカ系アメリカ人の歴史も豊富である。20世紀初期には近隣の特にカンザス州などから黒人開拓者が移住してきたために、多くの黒人町が繁栄した。政治家のエドワード・P・マッケイブが当時のインディアン準州に黒人開拓者が来ることを奨励した。マッケイブはセオドア・ルーズベルト大統領と、オクラホマを黒人多数の州にする可能性を検討した。20世紀初期までに、タルサ市のグリーンウッド地区は、アメリカ合衆国の中でも最も繁栄するアフリカ系アメリカ人社会の1つになった。20世紀への変わり目以後、ジム・クロウ法によって人種差別が激しくなったが、黒人は繁栄する地域を作り上げた。1915年以降のクー・クラックス・クランの復活によって社会の緊張が高まった。1921年には白人が黒人を攻撃する事件があり、タルサ人種虐殺と呼ばれた。この事件では、16時間におよぶ暴動で市街地35ブロックが破壊され、被害総額は180万ドル、死者は300人とされる、アメリカ史の中でも最大級の人種間暴力事件となった。1920年代後半までに州内ではクー・クラックス・クランの勢いが衰え、無視できる状態になった。

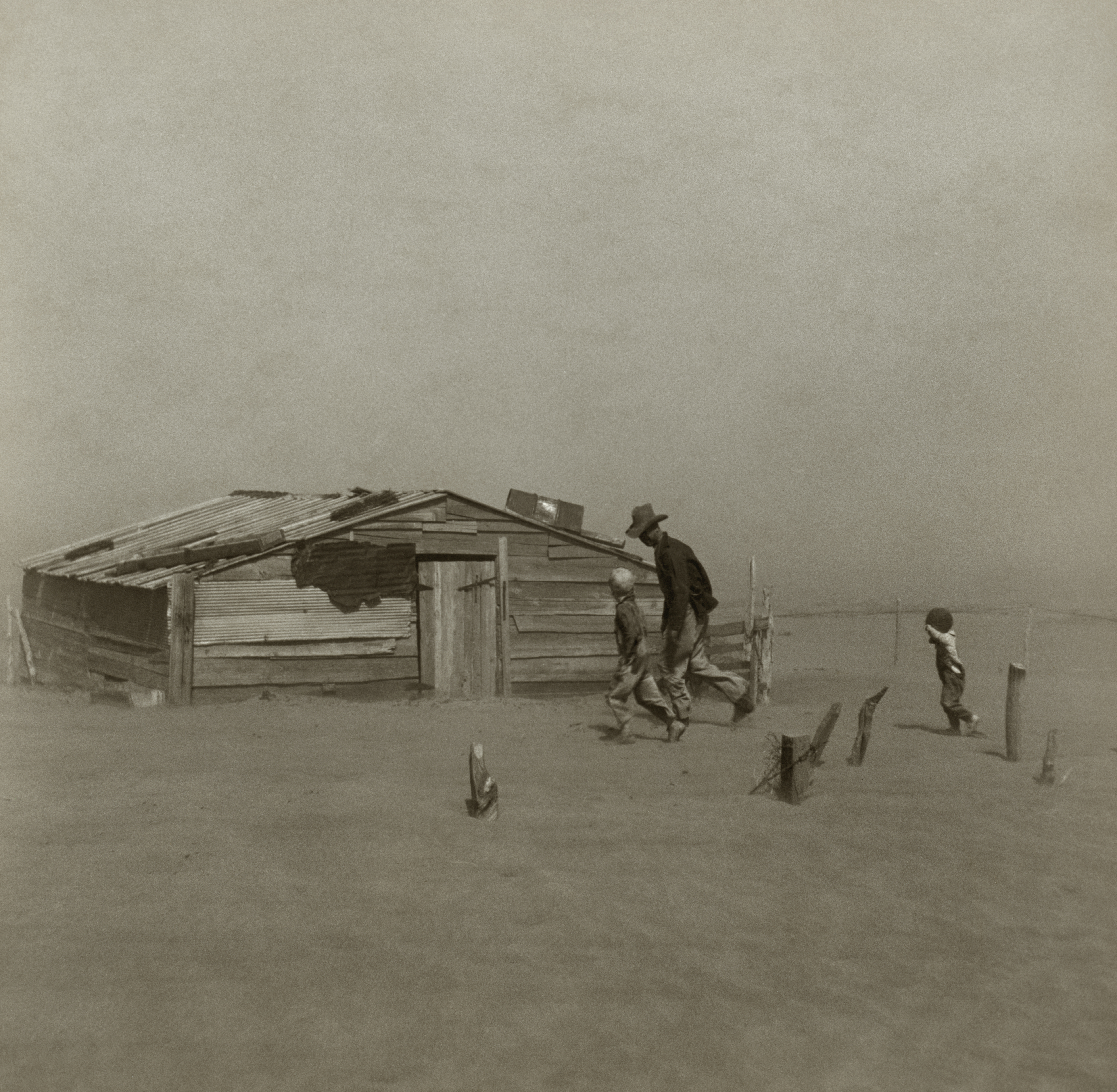
1930年代に起こったダストボウル、多くの農家を貧窮に追いやった

1930年代は、オクラホマ州の一部はお粗末な耕作法、うち続く干ばつと強風のために苦難の時となった。カンザス州、テキサス州、ニューメキシコ州およびオクラホマ州北西部におきたダストボウルは、長い期間の小雨と異常な高温の産物であり、数多い農家が貧窮の底に沈み、アメリカ合衆国西部の肥沃な土地への再移住を強いられることになった。1950年までの20年間は、オクラホマ州人口が6.9%減少し、人口が減った唯一の期間となった。
土壌と水の保全計画によって州内の農耕法が著しく変化し、大規模な洪水制御系とダムが建設された。多くの貯水池と人工湖が造られ家庭用と農業用の水が供給された。1960年代までに、200以上の湖が建造され、国内でも最大数となった。

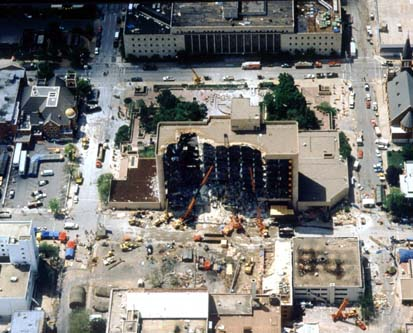
オクラホマシティの爆破されたアルフレッド・P・ムラー連邦ビル

1995年、アメリカ史の中でも最悪のテロ事件の舞台となった。1995年4月19日にオクラホマシティのアルフレッド・P・マラー連邦ビル前で爆発が起こり、19人の子供を含む168人が殺された。爆破犯人はティモシー・マクベイとテリー・ニコルズとされ、マクベイは死刑を宣告され2001年6月11日に、連邦政府によって処刑された。相棒のニコルズは釈放の可能性の無い終身刑とされ、現在も服役中である。

## 地理

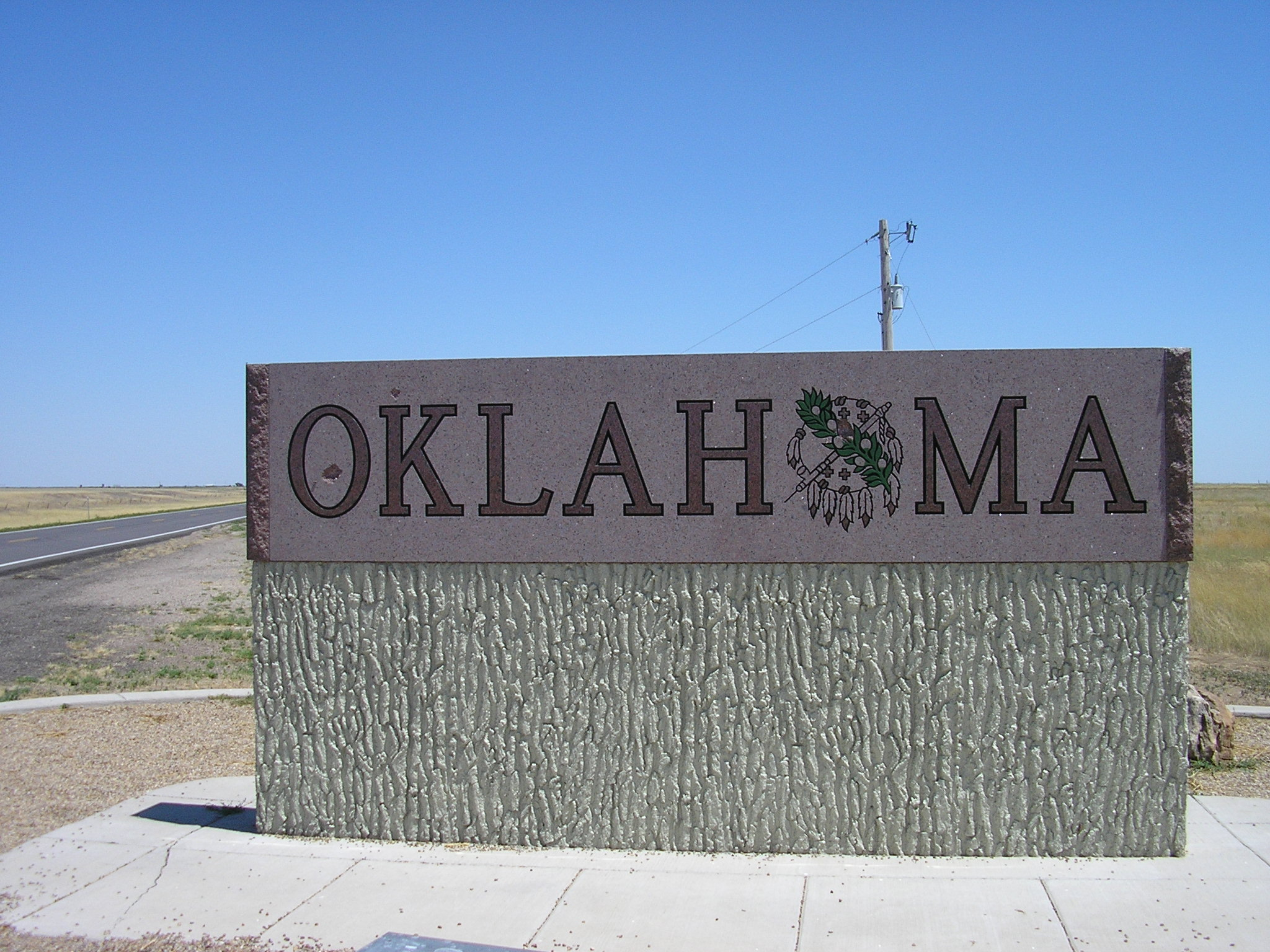
オクラホマ・パンハンドルの歓迎看板背後に広がるハイプレーンズ

オクラホマ州の総面積は69,898平方マイル (181,035 km2) であり、合衆国50州の中で第20位である。陸地は68,667 平方マイル (177,847 km2)、水域は1,281 平方マイル (3,188 km2) である。オクラホマ州はロッキー山脈の東手前にあるフロンティア・ストリップに位置する6つの州の1つであり、大陸48州の地理的重心に近い。
オクラホマ州は東部でアーカンソー州及びミズーリ州に、北部（北緯37度）でカンザス州及びコロラド州に、西端（西経103度）でニューメキシコ州に、南部でテキサス州に接している。北西部の細長い土地（オクラホマ・パンハンドル）の南部境界は北緯36度30分にあり、西経100度に達したところで州境は南を向く。その後州境はレッド川までまっすぐ伸びて、アーカンソー州に至るまでレッド川がテキサス州との境をなす。
オクラホマシティは州都であり最大都市である。

### 地形
オクラホマ州はグレートプレーンズと、メキシコ湾に至る河川流域のオザーク高原との間にある。西側州境のハイプレーンズから南東側州境の低湿地までなだらかな斜面になっている。標高が最も高い地点から最も低い地点もこの並びに沿っている。最高地点は標高 4,973 フィート (1,516 m) のブラックメサであり、オクラホマ・パンハンドルの最北西隅に近く位置している。最低地点は最南東部イダベルの町に近いリトル川沿いであり、標高は 289 フィート (88 m) である。

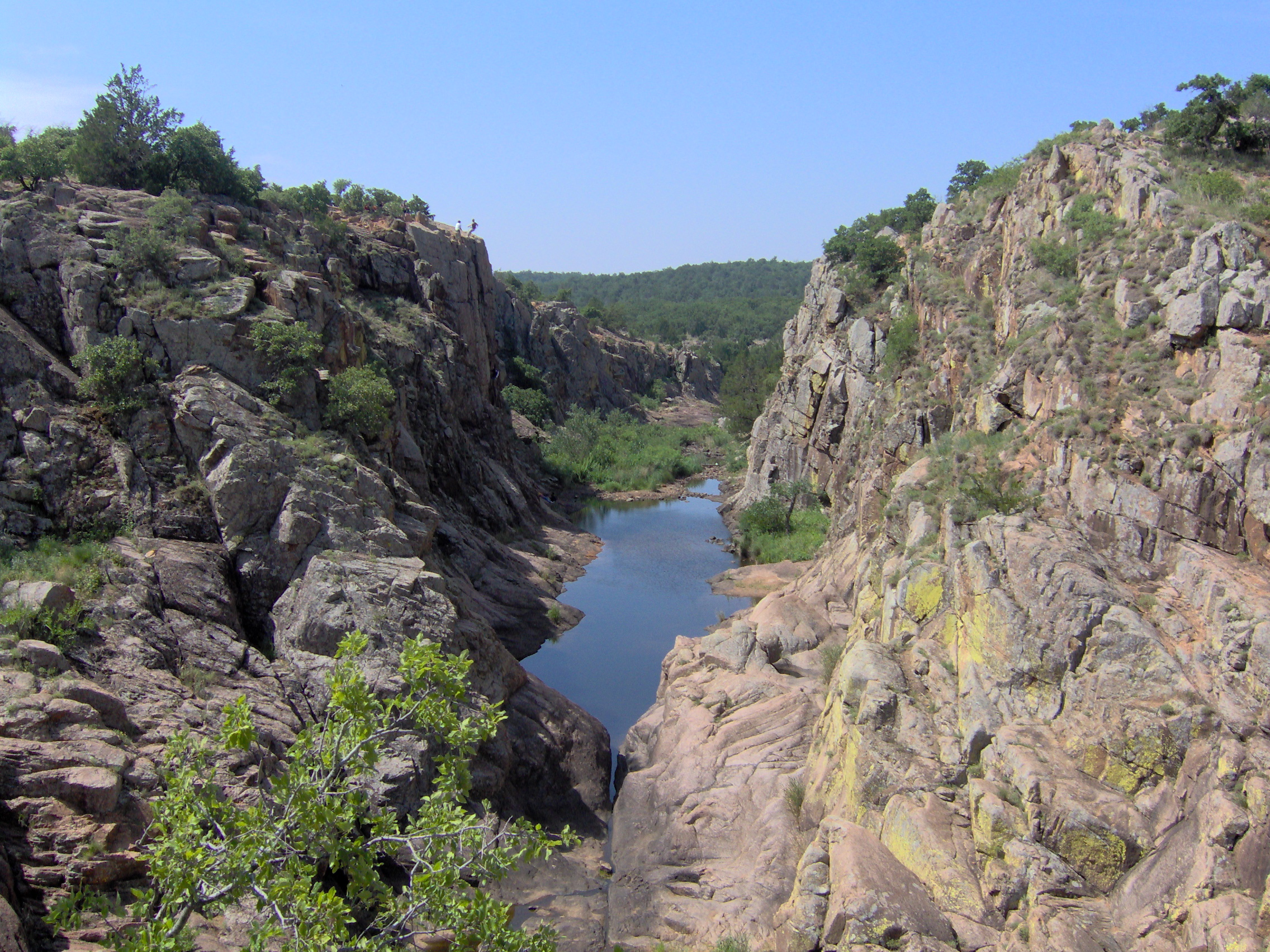
ウィチタ山地の峡谷を流れる川

オクラホマ州は地理的に多様な州の中でも、10以上の生態域を含む4州の1つである。州境には11の生態域があり、面積平方マイル当たりの数では50州の中で最大である。しかしその西半分と東半分では地理的様相がはっきり異なっている。東部は8つの生態域があり、西部は3つしかない。

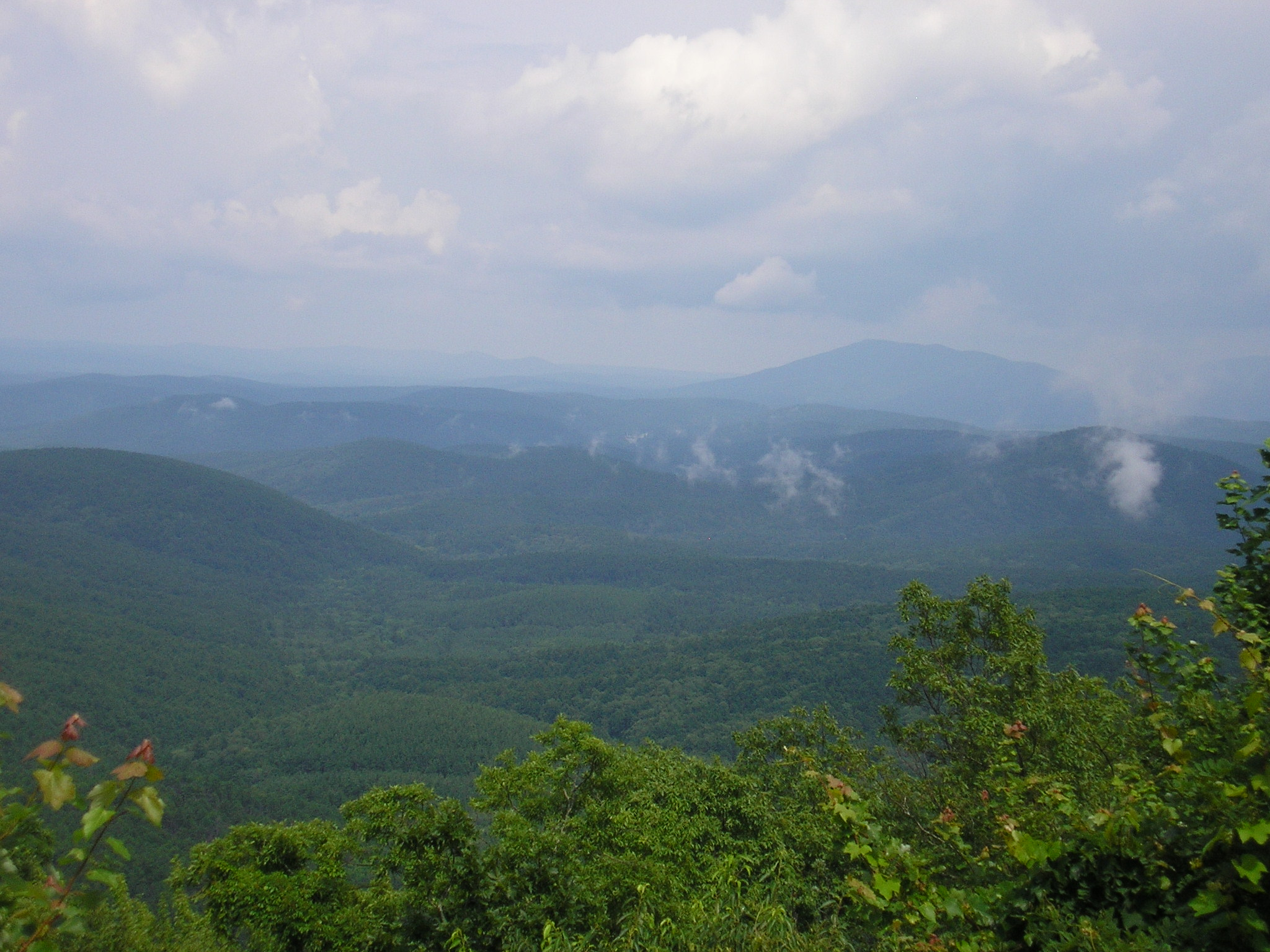
州南東部の大半にあるウォシト山地

州内には4つの山地がある。すなわちウォシト山地、アーバックル山地、ウィチタ山地、およびオザーク山地である。それらは内陸高原の中に含まれ、オザーク山地とウォシト山地は、ロッキー山脈とアパラチア山脈の間にある唯一の主要山岳地である。フリントヒルズの一部が州北中部伸びており、南東隅のカバナルヒルはオクラホマ州観光余暇省が世界最高の丘陵と認めている。その標高は1,999 フィート(609 m) であり、観光余暇省が山と認定するためには1フィート足りない。
亜乾燥のハイプレーンズが州北西隅にあり、幾つかの自然の森林がある。オクラホマ州は概してうねりがある地形から平坦な地形であり、その間にグラス山地のような峡谷とメサがある。平原の一部はアンテロープ丘陵や南西部のウィチタ山地のような小さな山脈に区切られ、移行部のプレーリーや森林地が州中央部を覆っている。州東側3分の1にはオザーク山地とウォシト山地が東西に走り、東に行くに従って標高を緩やかに上げている。500以上のクリークや川が州内の水路を造り、ダムで造られた湖は200ある。人造湖の数としては国内最大である。州領域の大半はレッド川とアーカンザス川の2つの流域に入り、その他にリトル川がそこそこの流域を造っている。

### 植物相と動物相
州面積の24%は森林で覆われ、プレーリーの草原は低い草、混合体、高い草の地帯があり、州中央部と西部に広範な生態系を構成しているが、耕作地が大々的に自然の草地を変えてきた。西部では雨量が少なく、低い草のプレーリーと低木の藪が支配的であるが、ピニオンマツ、エンピツビャクシン（ジュニパー）、ポンデローサマツがパンハンドルの西側にある河川の近くに自生している。湿地帯、糸杉の森、および黄マツ、テーダマツなど落葉性の混合森林が州南東の4分の1には支配的である。州北東部はポストオーク、ニレ、ヌマヒノキ、およびマツが多い混合林である。
州内にはオジロジカ、コヨーテ、ボブキャット、ヘラジカなどの哺乳類、ウズラ、ハト、ショウジョウコウカンチョウ、ハクトウワシ、アカオノスリ、キジなどの鳥類が生息している。プレーリーにはアメリカバイソン、ソウゲンライチョウ、アナグマ、アルマジロがよく見られ、パンハンドルの低草プレーリーでは国内最大のプレーリードッグ生息域がある。州中央部のプレーリーから森林に遷移する地域であるクロスティンバーズでは、351種の脊椎動物が見られる。ウォシト山地には、アメリカグマ、アカギツネ、ハイイロギツネ、カワウソが生息し、州南東部には328種の脊椎動物が見られる。南東部にはまたアメリカアリゲーターも見られる。

### 保護地域

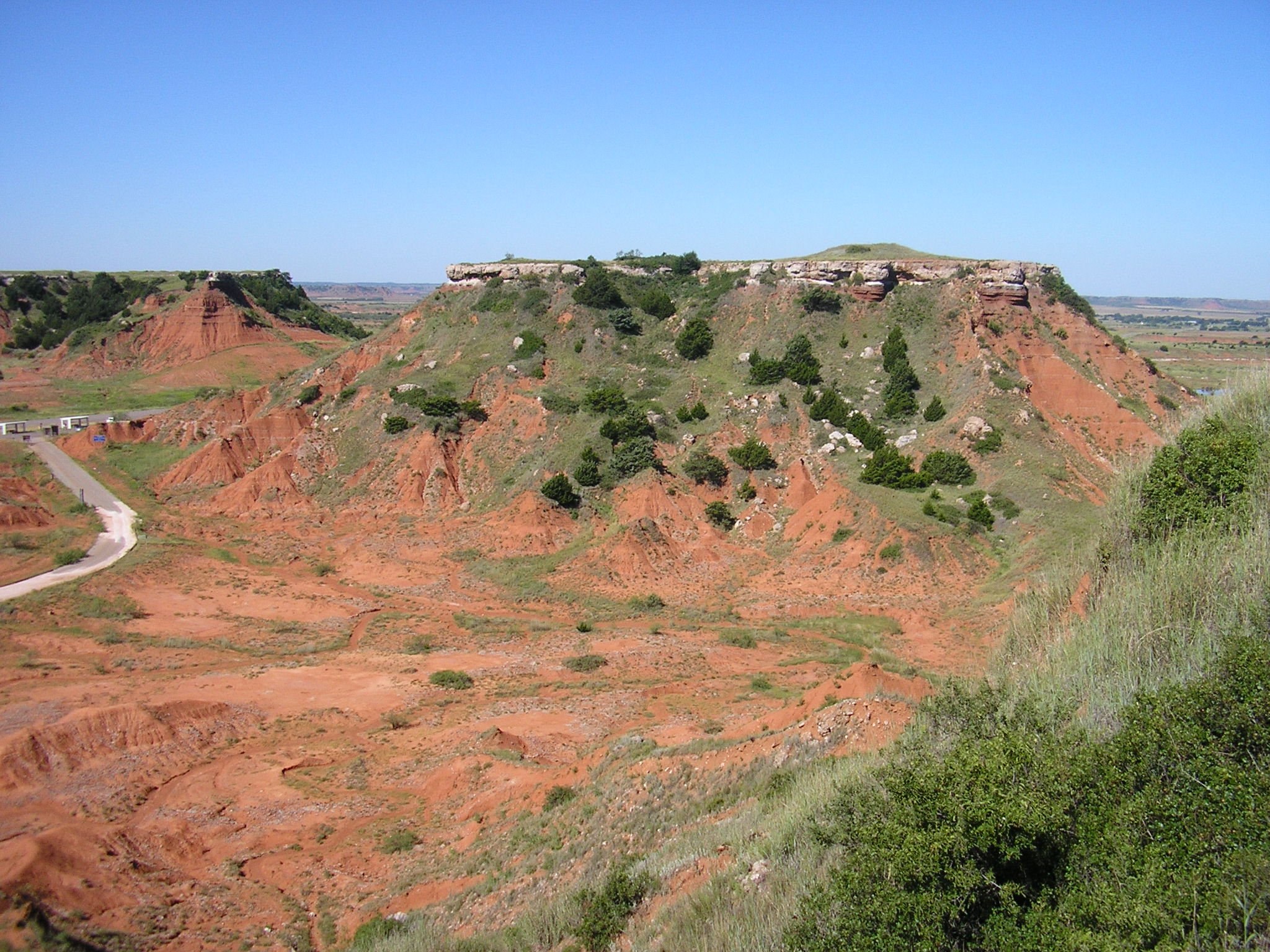
オクラホマ州立公園の1つにあるメサ

州内には50の州立公園、6つの国立公園あるいは国立保護地域、2つの国有林と国立草原、および野生生物保存保護地域のネットワークがある。州内1,000万エーカー (40,000 km2) の森林の10%は公有地である。その中には合衆国南部では最大かつ最古の国有林であるウォシト国立の森の西部が入っている。州北中部の高草プレーリー保護区は広さが 39,000 エーカー (158 km2) あり、世界の高草プレーリーの保護地域としては最大である。これは昔14の州に跨っていた草原の10%に過ぎない生態系の一部である。さらに、州南西部のブラックケトル国立草原は広さ31,300 エーカー (127 km2) のプレーリーである。ウィチタ山地野生生物保護区は州内に9つある野生生物保護区の中で最大かつ最古である。1901年に設立され、広さは 59,020 エーカー (238.8 km2) である。連邦政府が保護する公園あるいはレクリエーション地域の中で、チカソー国立レクリエーション地域が最大であり、広さは 9,898.63 エーカー (18 km2) である。これら以外にサンタフェ国立歴史道、涙の道国立歴史道、スミス砦のウォシタ戦場跡の各国立歴史史跡、およびオクラホマシティ国立記念碑がある。

## 気候

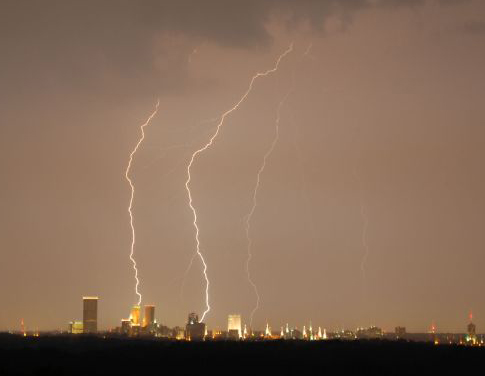
オクラホマの典型的な気候は雷雨である。

オクラホマ州は温暖な地域にあるが、春先から晩夏にかけて、この地域特有の気候条件により雷雨が発生しやすい。降水量は大陸性気候に典型的なものである。州の大半は竜巻街道と称される地域にあり、年間平均54個もの竜巻が発生する。これは年間の竜巻発生率で世界最大級である。特に1999年5月3日から5月6日にかけて連続的および同時多発的に起きた竜巻の中には種別最大級のF5クラスの竜巻も発生し各地域に甚大な被害をもたらした。これは冷たい気団と暖かい気団の相互作用が頻繁に起こるためである。温度差や風向が異なる地帯の間に位置するために、州内の気象は比較的短距離でも幅広く変化し、短時間の間に劇的に変化することがある。一例として、1911年11月11日、オクラホマシティの午後の気温は83°F (28 ℃) に達し（この時期としては過去最高）、その後のスコールで夜半には17°F (-8 ℃) まで下がった（これもこの時期の過去最低気温）。
州東部はメキシコ湾からもたらされる湿気を含んだ南風の影響により年間平均気温は 62°F(17℃)、年間降雨量は 1,420mm を記録する温暖湿潤気候（ケッペンの気候区分Cfa）である。パン・ハンドルのハイプレーンズなどロートン市から西の地域では比較的乾燥している。パン・ハンドル地域の年間平均気温は 58°F(14 ℃)、降雨量は 430mm である。夏場は州全体で 100°F(38℃) 以上を記録することもしばしばあり、また冬場は 0°F(−18 ℃) 以下も記録することがある。州南部でも年平均10センチ程度、コロラド州との州境近くの北部では平均51センチ程度の降雪量を記録する。また、ノーマン市のオクラホマ大学キャンパスに隣接してナショナル・ウェザー・センターがあり、地域のみならず全米の気象条件の研究を行う機関がある。また急激な雷雨や竜巻などのSever Stormと呼ばれる気象条件の研究・予測を行うStorm Prediction Center、暴風雨研究所、警戒警報訓練所もここを本拠地としている。これらはアメリカ国立気象局の下部組織である。
過去最高気温は1994年6月27日にティプトンで記録された120°F (48.9℃) であり、過去最低気温は2011年2月10日にノワタで記録された-31°F (-35 ℃) である。
| オクラホマ州主要都市の月平均気温 |          |           |          |          |           |           |           |           |           |           |          |           |
| 都市                             | 1月      | 2月       | 3月      | 4月      | 5月       | 6月       | 7月       | 8月       | 9月       | 10月      | 11月     | 12月      |
| オクラホマ・シティ               | 8.3/-3.3 | 12.2/0.5  | 16.6/3.8 | 21.6/8.8 | 26.1/14.4 | 30.5/18.9 | 33.9/21.7 | 33.3/21.1 | 28.9/16.6 | 22.7/10.5 | 15.5/3.3 | 10/-1.7   |
| タルサ                           | 7.7/-3.3 | 11.7/0    | 16.6/4.4 | 22.2/10  | 26.6/15   | 31.1/20   | 34.4/22.8 | 33.9/21.7 | 28.9/17.2 | 23.3/10.6 | 15.5/3.9 | 10/-1.1   |
| ロートン                         | 10/-3.3  | 13.3/-0.5 | 18.3/4.4 | 22.8/9.4 | 27.8/15   | 32.2/20   | 35.6/22.8 | 35/21.6   | 30/17.2   | 24.4/10.6 | 16.6/3.9 | 11.1/-1.1 |
| 月の平均最高気温と平均最低気温   |          |           |          |          |           |           |           |           |           |           |          |           |

## 人口動態

オクラホマ州の人口密度図

オクラホマ州の2011年7月1日推計人口は3,959,353人であり、2010年国勢調査（3,751,351人）からは5.54%増加していた。
2006年の一人当たり収入は32,210米ドルで、50州では第37位であるが、その成長率では第3位だった。また生活費指数では常に低い方にある。オクラホマシティ郊外のニコルスヒルズの一人当たり収入は73,661米ドルと州内最高である。ただし、タルサ郡は平均収入で第1位である。2006年の世代別構成比では、5歳未満6.8%、18歳未満25.9%、65歳以上13.2%だった。女性の構成比は 50.9%である。
オクラホマ州の人口重心は、リンカーン郡のスパークスの町近くにある。

### 人種及び祖先
オクラホマ州の人種構成及び前の国勢調査との比較
| 国勢調査年：           | 2010年 | 2000年 | 1990年 |
| ---------------------- | ------ | ------ | ------ |
| 白人                   | 72.2%  | 76.2%  | 82.1%  |
| インディアン           | 8.6%   | 7.9%   | 8.0%   |
| 黒人                   | 7.4%   | 7.6%   | 7.4%   |
| アジア                 | 1.7%   | 1.4%   | 1.1%   |
| その他                 | 4.1%   | 2.5%   | 1.3%   |
| 混血                   | 5.9%   | 4.5%   | *      |
|                        |        |        |        |
| 白人、ヒスパニック以外 | 68.7%  | 74.1%  | 81.0%  |
| ヒスパニック‡          | 8.9%   | 5.2%   | 2.7%   |

注記：
* 有効でない；混血は2000年の国勢調査で初めて報告された。
‡ ヒスパニックは人種を問わない数字の合計である。
2005年時点でオクラホマ州内で申告された祖先による構成比は、ドイツ人系 (14.5%)、アメリカ人系 (13.1%)、アイルランド人系 (11.8%)、イギリス人系 (9.6%)、インディアン (11.8%、最大部族はチェロキー族で7.9%)、アフリカ系アメリカ人（8.1%） となっている)。ただし、インディアン純血と申告した者は8.1%である。先祖をアメリカ人と申告した者の多くは、圧倒的にイギリス系であり、他にスコットランドやウェールズの系統も見られる。。2002年のインディアン推計人口は395,219人であり、絶対数でも構成比でも50州の中で2番目に多い。2006年時点で外国生まれの比率は 4.7% であり、国内平均の12.4% よりかなり低い。
2010年国勢調査での非ヒスパニック人口構成比は68.7%であり、1970年の88%から20%近く低下した。

### 宗教
オクラホマ州は圧倒的なプロテスタント・キリスト教州である。オクラホマ州住民の宗教による構成比は以下の通りである。
- キリスト教 – 85%
  - プロテスタント – 77%
    - バプテスト (南部が多い) – 32%
    - メソジスト – 12%
    - en:Churches of Christ – 4%
    - ペンテコステ運動 – 4%
    - 長老派教会 – 3%
    - アッセンブリーズ・オブ・ゴッド – 3%
    - 他のプロテスタント – 19%

  - ローマ・カトリック – 7%
  - 他のキリスト教 – 1%
- 他の宗教 – 1%
- 無宗教 – 14%

## インディアン部族

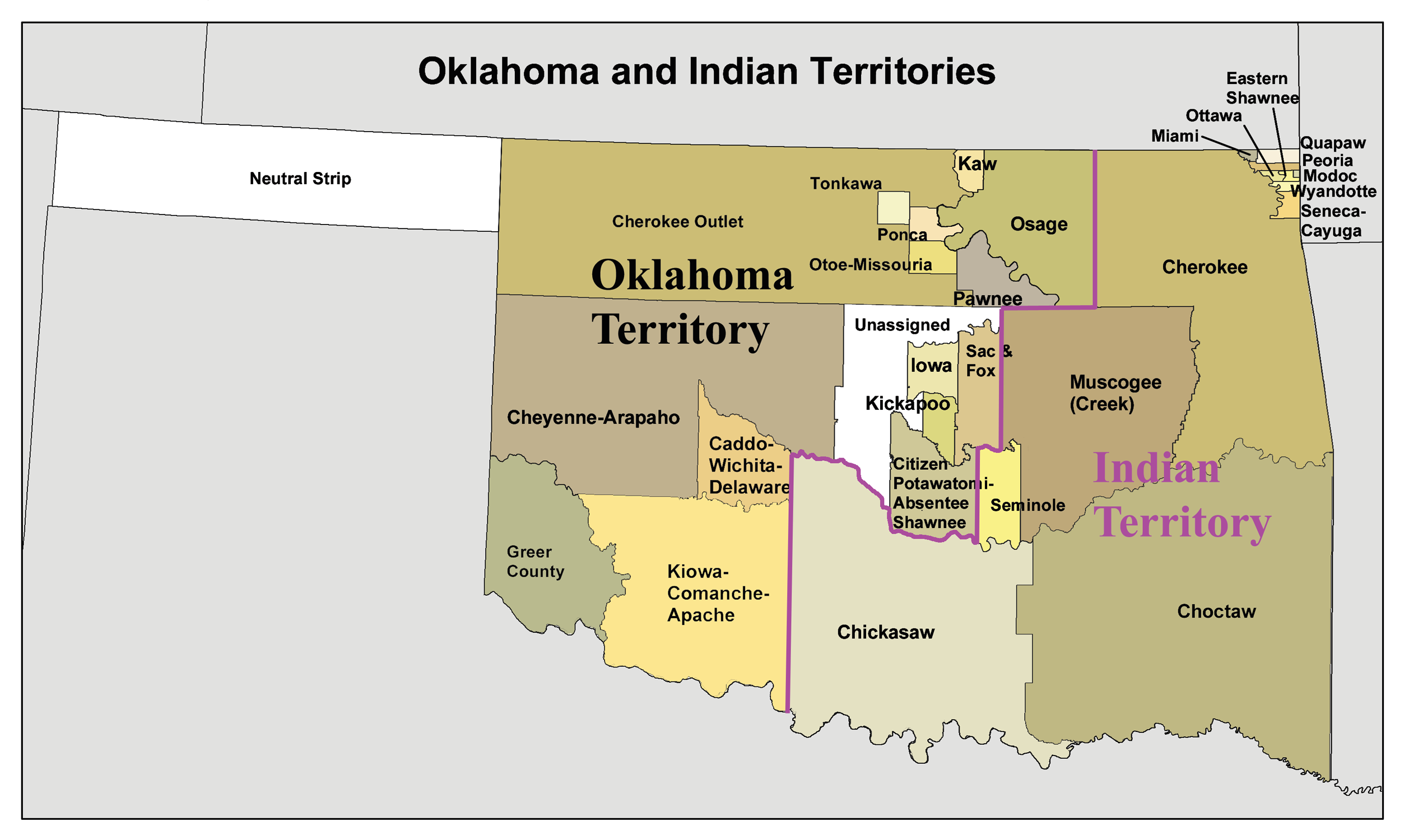
オクラホマに強制移住させられたインディアンたちの保留地区分（1890年代）

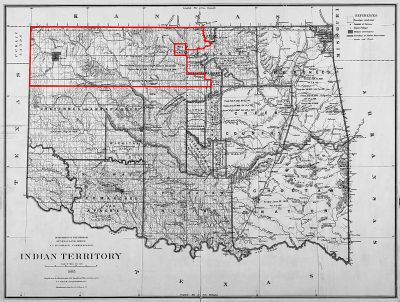
「チェロキー・アウトレット（赤い枠線内）」。チェロキー族の保留地は、押し寄せる入植者のために1893年9月16日をもって「アウトレット（放出品）」にされた。

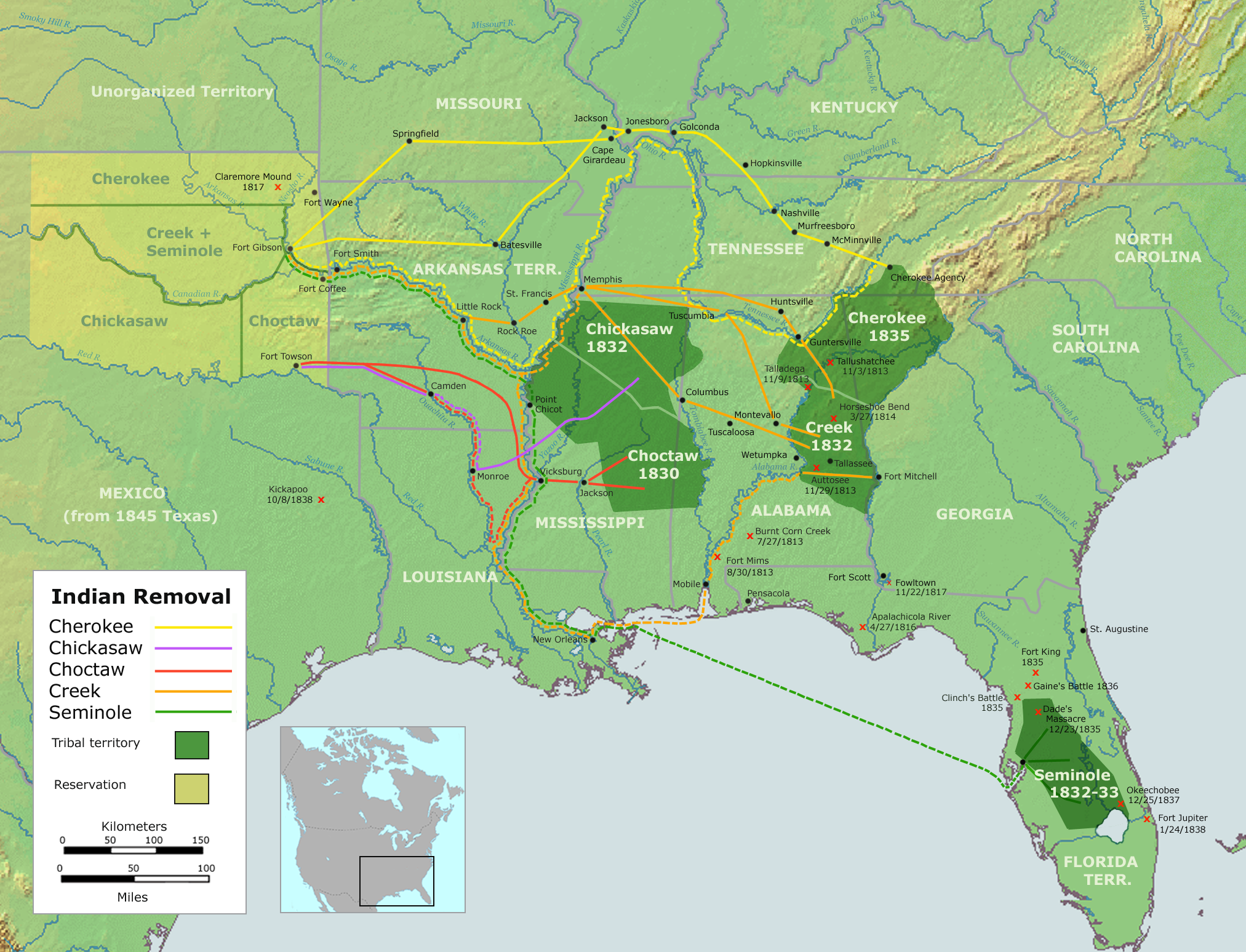
南東5部族の「涙の道」の経路。陸軍によって大陸を強制徒歩横断させられ、総勢で数万人に上る途上死者を生んだ。

この州のインディアン部族のほとんどは、19世紀にアンドリュー・ジャクソン大統領の「インディアン移住法」によって、他州から移住してきた。このため、全米でも最も保留地の多い州のひとつとなっている。インディアンの移住としては、チェロキー族、チョクトー族、クリーク族、セミノール族、チカソー族の「涙の道」がよく知られている。この5部族はオクラホマ州で近代化に努め、ことにチェロキー族は憲法を発布し、自治国家を築くに到ったものの、間もなくさらなる入植者の圧力で保留地は分割縮小され、自治権は剥奪されていった。
オクラホマ州に移住したインディアン部族は、故郷へ帰ることを許されなかった。シャイアン族のダル・ナイフとリトル・クロウの二人の酋長が行った、故郷ワイオミング州への絶望的な帰還逃亡は、20世紀にハリウッドで「シャイアン」として映画化もされた。ポンカ族のマチュナーザー酋長は、ネブラスカ州からオクラホマ州への部族の移住強制に対して最高裁に提訴し、1879年に違法判決を勝ち取った。しかし、多くの部族がそれまでの強制移住によって各州に分断される結果となってしまった。
現在、オクラホマ州で運営されている「インディアン・カジノ」は119を数え、貧困にあえぐインディアン保留地の最期の切り札となっている。これはアメリカ連邦政府が公認し、保留地を持つ部族だけの権利である。多くの部族が、アメリカ連邦政府の認定を受けられず、インディアン部族として存在しないことになっており、部族カジノも持てないでいる。
| ≪アメリカ連邦政府が公式認定している部族≫ - 「アラバマ・コウシャッタ族」（※元々はアラバマ州など南東部の部族である） - 「オート・ミズーリ族」（※元々は北部平原の部族である） - 「コマンチ族」（※元々はテキサス州の部族である） - 「クアポー族」（※元々はアーカンソー州の部族である） - 「オクラホマ・オーセージ族」 - 「オクラホマ・チカソー族」（※元々は南東部の部族である） - 「ポタワトミ族」（※元々は北東部五大湖地方の部族である） - 「アパッチ族」（※元々は南西部の部族である） - 「ウィチタ族」 - 「オクラホマ・ペオリア族」（※元々は北東部五大湖地方の部族である） - 「南部ポンカ族」（※元々はネブラスカ州の部族である） - 「シャイアン族」（※元々は北部平原の部族である） - 「シャイアン・アラパホー族」（※元々は北部平原の部族である） - 「オクラホマ・チョクトー族」（※元々はミシシッピ下流域の南東部の部族である） - 「オクラホマ・ワイアンドット族」（※元々は北東部五大湖地方の部族である） - 「オクラホマ・チェロキー族」（※元々は東部の部族である） - 「オクラホマ・オッタワ族」（※元々は北部平原の部族である） - 「ポーニー族」（※元々は中部平原の部族である） - 「カドー族」（※元々はテキサス州の部族である） - 「カイオワ族」（※元々は中南部大平原の部族である） - 「キアレゲー・ムスコギー族」（※元々は南東部の部族である） - 「オクラホマ・クリーク族（ムスコギー族）」（※元々は南東部の部族である） - 「オクラホマ・マイアミ族」（※元々は東部の部族である） - 「オクラホマ・モードック族」（※元々は西海岸北部の部族である） - 「アブセンテー・ショーニー族」（※元々は東部の部族である） - 「オクラホマ・セネカ・カユーガ族」（※元々はニューヨーク州の部族である） - 「カンサ族」 （※元々はカンザス州の部族である） - 「オクラホマ・セミノール族」（※元々はフロリダ州の部族である） - 「オクラホマ・キカプー族」（※元々は北東部五大湖地方の部族である） - 「スロプスロッコ族（ムスコギー・クリーク族）」（※元々は南東部の部族である） - 「トンカワ族」（※元々はテキサス州の部族である） - 「オクラホマ・アイオワ族」（※元々はアイオワ州の部族である） - 「オクラホマ・サック族&フォックス族」（※元々は北東部五大湖地方の部族である） | ≪アメリカ連邦政府に公式認定を要求中の部族≫ - 「カタウバ族」（※元々はミシシッピ下流域の南東部の部族である） - 「ユチ族」（※元々はミシシッピ下流域の南東部の部族である） - 「ナッチェス族」（※元々はミシシッピ下流域の南東部の部族である） - 「オクラホマ・アラパホー族」 - 「伝統派南シャイアン族」 - 「ムスコギー族」 「アレベカ部族タウン」 「ヒラビー部族タウン」 「ニュー・タルサ部族タウン」 「ツカツプチー部族タウン」 「タラハシー部族タウン」 「トラトログルガ部族タウン」 「ウェオグフケー部族タウン」 - 「チェロキー族」 「南チェロキー族」 「南チェロキー族・カナディアン川バンド」 「チカマウガ・チェロキー族」 「オクラホマチェロキー族・ホワイト川バンド」 「チカマウガ・チェロキー族・ホワイト川バンド」 「チカマウガ・チェロキー族」 「北チカマウガ・チェロキー族」 「旧ルイジアナ領内の北チェロキー族」 「アウィ・アクタ・チェロキー族」 「アニツィナ・チェロキー族」 「北チェロキー族」 「南東チェロキー連邦・馬の氏族」 「西チェロキー族バンド連合」 - 「デラウェア・チェロキー族」 - 「東オクラホマ・デラウェア族」（※元々はデラウェア州の部族である） - 「キチャイ族」（※元々はテキサス州の部族である） - 「ロイヤル・ショーニー族」 - 「ショーニー・チェロキー族」 ≪アメリカ連邦政府は公認していないが、オクラホマ州政府が公認した部族≫ - 「ロイヤル・ショーニー族」 |

### オクラホマ支給基地

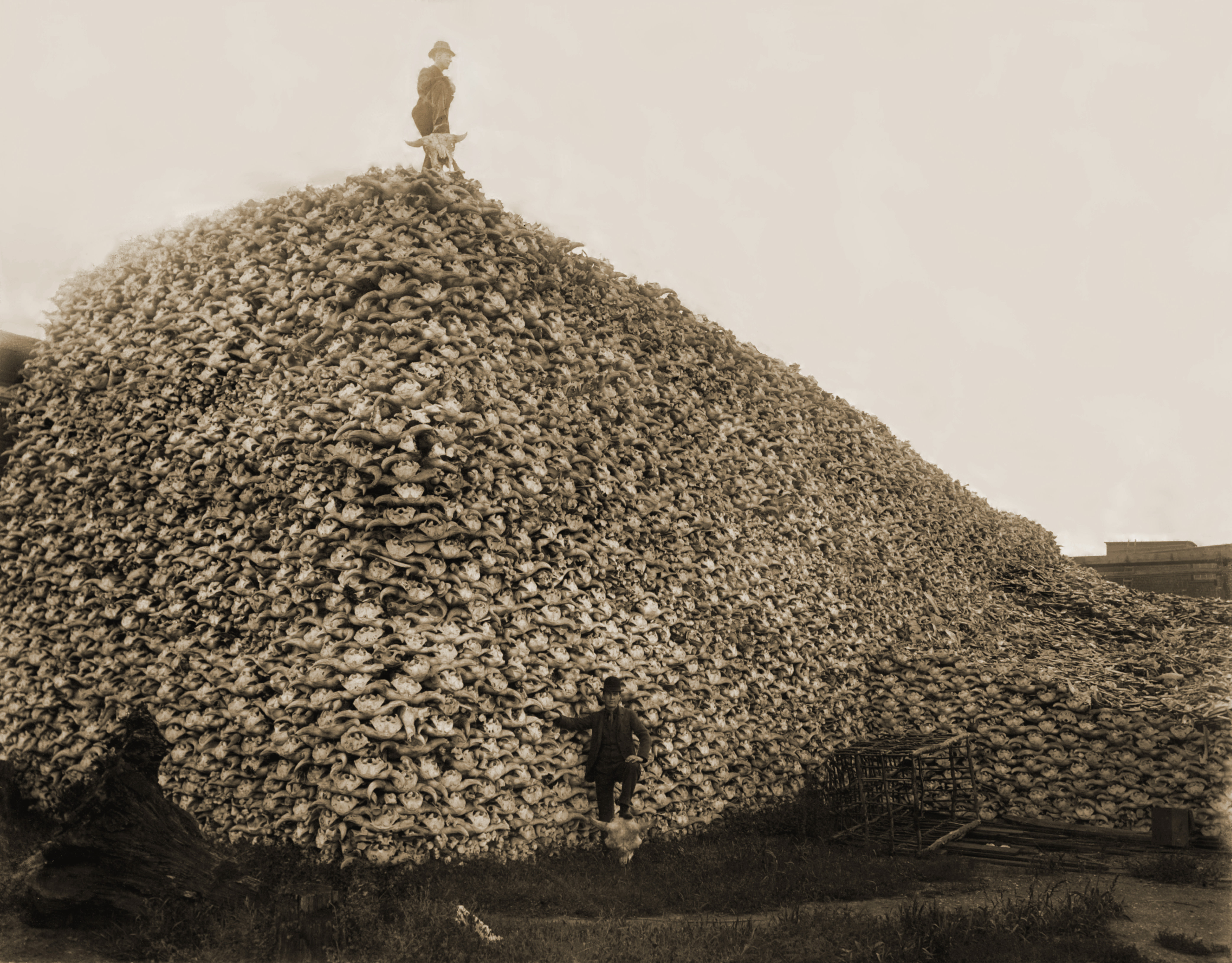
西部インディアン制圧の目的のために、アメリカ政府の政策によって駆逐されたバッファローの頭蓋骨の山（1870年代）

アンドリュー・ジャクソン大統領のもと、このオクラホマ州（旧インディアン準州）には、1830年以後、続々と全米からインディアン部族が集められ、「内務省が保留した土地」（Reservation＝保留地）に隔離されていった。
1860年代から、オクラホマを囲む大平原からはアメリカ政府によって、平原インディアンの命の糧であるバッファローが「兵糧攻め」の目論みで組織的に駆逐され、野生界からほぼ絶滅させられた。狩の獲物が無くなり飢餓状態に陥った大平原のインディアンたちは保留地への幽閉を受け入れざるを得なくなったのである。保留地では、バッファローを追う移動生活を営んできた多くの平原部族が狩猟を禁止され、白人の農業文化を受け入れるよう強制された。

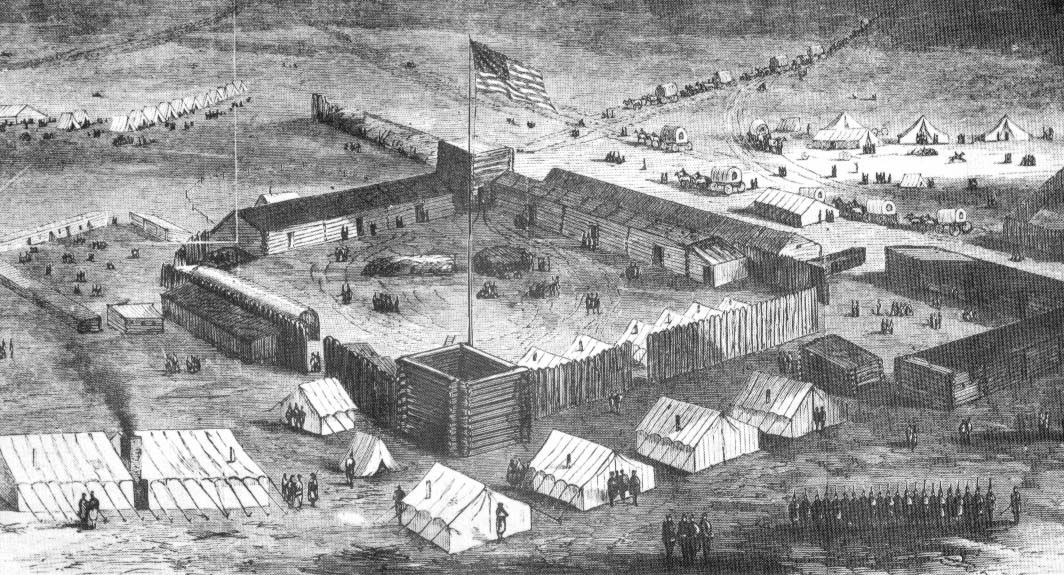
オクラホマの「支給基地」に列を作るインディアン部族の馬車（右上）

保留地を受け入れた平原のインディアンたちは、条約によって故郷を白人に譲らせられた見返りに、小麦粉、砂糖、コーヒー、干した果実、野菜などの食料を「年金」として支給されるようになった。しかしこれは彼らの自活力を奪い、骨抜きにするものであった。
1868年11月18日、オクラホマ州に移住させられた平原のインディアンたちへの「年金」物資支給専用の基地として、「支給基地（Camp Supply）」が設置された。これは強硬なインディアン掃討戦で名を馳せたフィリップ・シェリダン陸軍司令官の旗振りで設けられたもので、1878年には「支給の砦」と改名された。
こうしてこの基地に、保留地のインディアンたちが馬車の列をなして食料を受け取りに来る光景は、基地が1894年9月に閉鎖されるまで、30年近く続けられた。あてがい扶持での生活を強要されたインディアンたちは堕落し、ウィスキーに耽溺し、やがて入植白人たちから「怠け者の厄介者」と捉えられるようになり、入植農家から起こった「インディアンに食わせるために白人が働かねばならないのか」という不満につながり、インディアンに対する数々の条約破棄、権利の剥奪へとつながっていった。これはオクラホマだけでなく、現在も全米のインディアンを囲む問題である。
この砦は閉鎖後に、1908年から「西部州立精神病院センター」となり、1988年に州議会によって「支給基地歴史地区」に指定され、「オクラホマ歴史協会」の運営によって歴史展示館となった。

### インディアン・カジノ
インディアン部族と州政府は、アメリカの歴史の中で常に対立してきた。インディアン部族が「インディアン賭博規制法」に則り「インディアン・カジノ」を開設するには、彼らの保留地、あるいは州内外の土地を購入して「連邦政府の信託地」としたもの（reservation）を用地としなければならないが、これは言わば州政府の領土のインディアンへの割譲であり、またしばしばカジノ自体を「倫理」の題目で嫌う論調もあり、インディアン・カジノの開設を拒否する州とカジノを持ちたいインディアン部族との法廷闘争は全米各地に見られる現象となっている。
オクラホマ州のチョクトー族とチカソー族は現在、こういったインディアン・カジノに対する民事訴訟が、州立裁判所に持ち込まれることを防止するよう連邦判事に訴えている。両部族はカジノ関連の訴訟では州裁判所は管轄外であり、部族法廷で扱うべきであると主張し、州立裁判所の代わりに合衆国と連邦裁判所、インディアン法律問題の管轄職員が協議すべきであるとしている。
2009年6月、オクラホマ最高裁判所はこれに対し、州立裁判所に持ち込まれている2件のインディアン・カジノ訴訟を扱うことができると裁決し、両部族の要求を却下している。
オクラホマ州の「インディアン・カジノ」を以下に挙げる。部族カジノは今後も増加する傾向にあり、また周辺隣州にカジノを拡大している部族もある。すべて連邦認定された部族による。
| - 「オクラホマ・チョクトー族」 - 「チョクトー・カジノ」 - 「チョクトー・リゾート」 - 「チョクトー・ビンゴ」 - 「チョクトー・カジノ・グラント」 - 「チョクトー・カジノ・ポコラ」 - 「チョクトー・ダウンズ」 - 「チョクトー・カジノ・折れた矢」 - 「チョクトー・カジノ・アイダベル」 - 「チョクトー・カジノ・マクアレスター」 - 「チョクトー・カジノ・ツー」 - 「青いリボンのダウンズ・ラシノ」 - 「シャイアン&アラパホー族」 - 「羽根の戦士のカジノ」 - 「幸運の星のカジノ・コンチョ」 - 「幸運の星のカジノ・クリントン」 - 「オクラホマ・西デラウェア族」 - 「金の川のカジノ」 - 「オクラホマ・アパッチ族」 - 「銀のバッファローのカジノ」 - 「アパッチ族シル砦カジノ」 - 「カイオワ族」 - 「カイオワ・ビンゴ」 - 「カイオワ・カジノ」 - 「ウィチタ族と提携部族」 - 「砂糖の渓流のカジノ」 - 「オクラホマ・チカソー族」 - 「アードモア煙草店2」 - 「黒い金のカジノ」 - 「金の山のカジノ」 - 「ウィンスター・カジノ」 - 「ウィルソン・トラベルプラザ」 - 「ゴールドズビー・トラベルプラザ」 - 「サッカーヴィル・トラベルプラザ」 - 「ニューキャッスル・トラベルプラザ」 - 「アードモア賭博センター」 - 「ゴールドズビー賭博センター」 - 「ウィチタ賭博センター」 - 「マジル賭博センター」 - 「テホマ賭博センター」 - 「ニューキャッスル賭博センター」 - 「デービズ交易所」 - 「硫黄の賭博センター&チカソー・ロッジ」 - 「宝の谷のカジノ」 - 「野火の賭博場」 - 「アダ賭博センター」 - 「アダ・トラベルストップ」 - 「チザム道カジノ」 - 「マーロー煙草店」 - 「マーロー賭博センター」 | - 「オクラホマ・ポタワトミ族」 - 「炎の湖のカジノ」 - 「炎の湖のカジノ・グランド」 - 「オクラホマ・チェロキー族」 - 「チェロキー・カジノ・ターレカ」 - 「チェロキー・カジノ・ローランド」 - 「チェロキー・カジノ・サリソー」 - 「キーツーワー・カジノ」 - 「チェロキー・カジノ・西のシロアム泉」 - 「チェロキー・カジノ・ギブソン砦」 - 「ハードロック・カジノ・タルサ」※同名の二軒を経営 - 「カツーサ煙草店」 - 「チェロキー族・辺境の煙草店」 - 「チェロキー・カジノ・ウィル・ロジャーズ・ダウンズ」 - 「オクラホマ・セミノール族」 - 「神秘の風のカジノ」 - 「川霧のカジノ」 - 「セミノール族ビンゴ」 - 「セミノール族賭博センター」 - 「セミノール族交易所」 - 「セミノール族トラベルプラザ」 - 「オクラホマ・キカプー族」 - 「キカプー・カジノ」 - 「オクラホマ・不在地主のショーニー族」 - 「雷の鳥のカジノ」 - 「国境の町のビンゴ&カジノ」 - 「オクラホマ・コマンチ族」 - 「コマンチ国賭博場」 - 「コマンチ族拍車のカジノ」 - 「赤い川のカジノ」 - 「コマンチ族・星のカジノ」 - 「クアポー族」 - 「下流のカジノ」 - 「クアポー・カジノ」 - 「オクラホマ・モードック族」 - 「厩のカジノ」 - 「オクラホマ・セネカ・カユーガ族」 - 「壮大な湖のカジノ」 - 「ムスコギー族（クリーク族）」 - 「ブリストウ・インディアン・ビンゴ」 - 「チェコター・インディアン共同体ビンゴ」 - 「ユーファウラ・インディアン共同体ビンゴ」 - 「クリーク族ムスコギー・カジノ」 - 「クリーク族オケマー・カジノ」 - 「金のポニーのカジノ」 - 「クリーク族カジノ・家鴨の渓流」 - 「クリーク族オクマルギー・ビンゴ」 - 「川の精霊のカジノ」 | - 「オッタワ族」 - 「強風のカジノ」 - 「オクラホマ・ポンカ族」 - 「青い星の賭博とカジノ」 - 「風変わりな踊りのカジノ・カジノ」 - 「オート・ミズーリ族」 - 「楽園のリル・ビット・カジノ」 - 「最高会議のカジノ」 - 「七氏族の楽園カジノ」 - 「オーセージ族」 - 「100万ドルの楡の木・ポンカシティー」 - 「100万ドルの楡の木・バートルヴィル」 - 「100万ドルの楡の木・ホーミニー」 - 「100万ドルの楡の木・パウハスカ」 - 「100万ドルの楡の木・タルサ」 - 「100万ドルの楡の木・サンドスプリングス」 - 「100万ドルの楡の木・スキアツーク」 - 「トンカワ族」 - 「先住者の灯火カジノ」 - 「トンカワ・インディアン・カジノ」 - 「ポーニー族」 - 「ポーニー族シロッコ・カジノ」 - 「ポーニー族カジノ＆交易所」 - 「ポーニー族トラベルプラザ・カジノ」 - 「コー族（カンサ族）」 - 「南風のカジノ」 ※カンサ族の「カンサ」は「南風」という意味 - 「オクラホマ・アイオワ族」 - 「アイオワ・カジノ・リゾート」 - 「シマロン・カジノ」 - 「オクラホマ・サック&フォックス族」 - 「サックとフォックスのカジノ・ストラウド」 - 「サックとフォックスのカジノ・ショーニー」 - 「オクラホマ・ペオリア族」 - 「バッファローの走るカジノ」 - 「ジョーの僻地」 - 「ペオリア賭博センター」 - 「オクラホマ・ワイアンドット族」 - 「幸運な亀のカジノ」 - 「ワイアンドット部族カジノ」 |

### 部族国旗

「オクラホマ・チェロキー族」の部族国旗
「オクラホマ・アラパホー族」の部族国旗
「オクラホマ・チョクトー族」の部族国旗
「オクラホマ・サック&フォックス族」の部族国旗
「セミノール族連邦」の部族国旗
「ムスコギー・クリーク族連邦」の部族国旗
「チェロキー族国家」の部族章
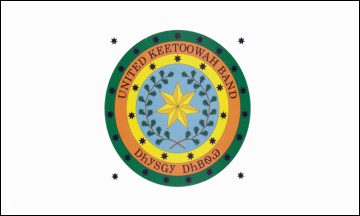
「オクラホマ・チェロキー族キーツーワー・バンド」の部族国旗

## 主要な都市及び町
参照：オクラホマ州の都市一覧

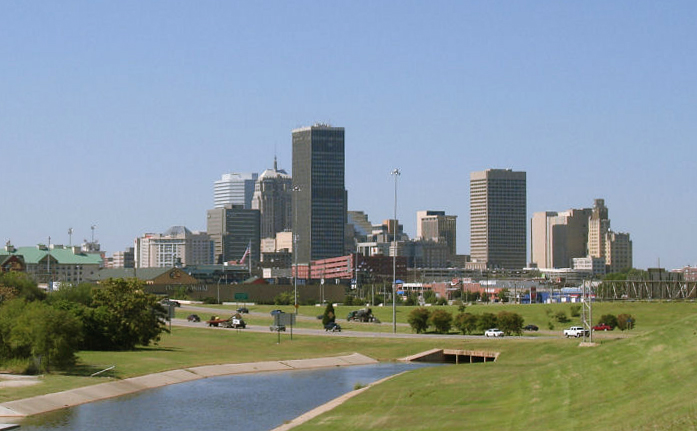
州都オクラホマシティは人口と面積でも州内最大である

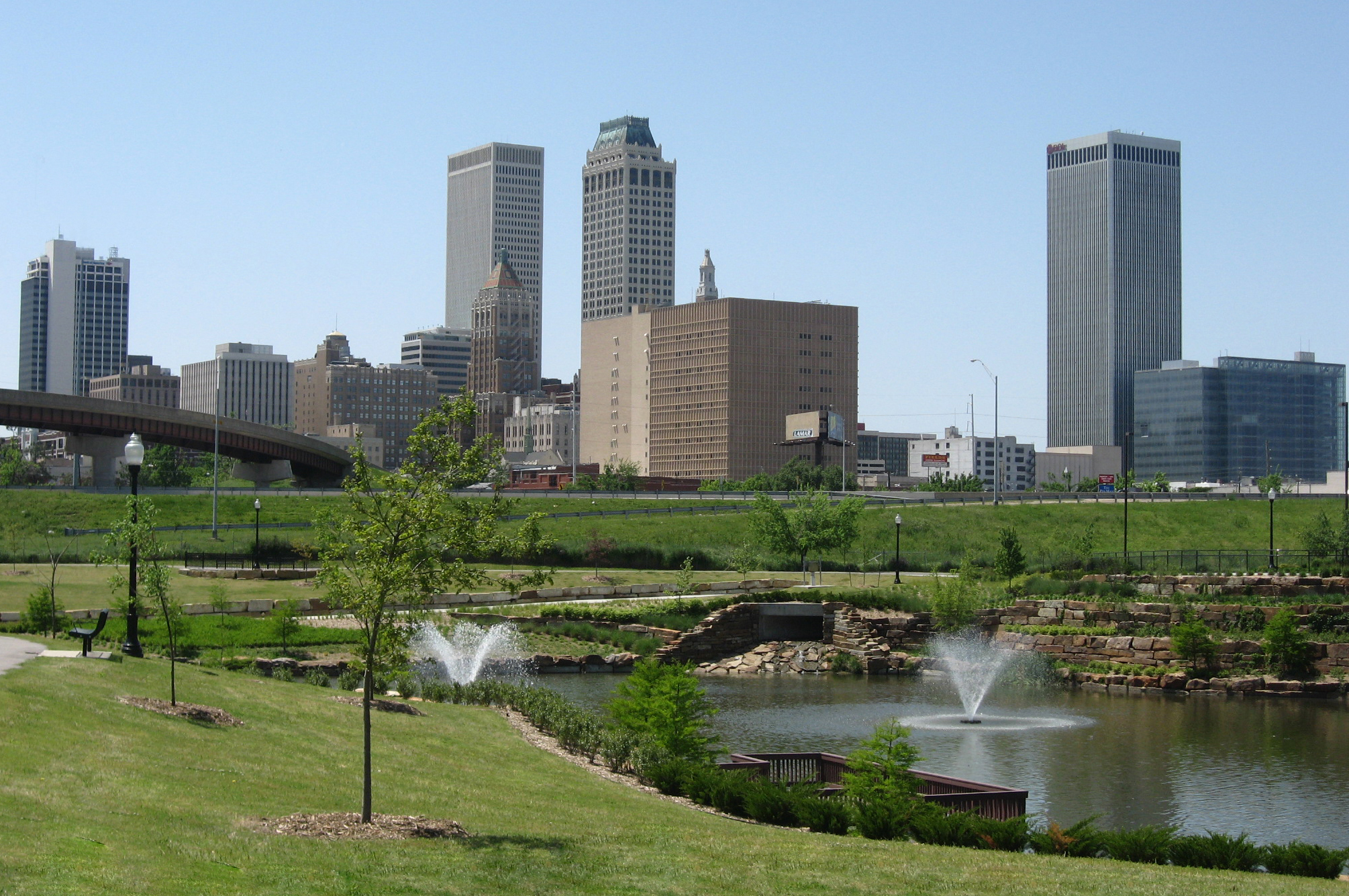
タルサ市は人口と面積で州内第2位である

2010年時点で州内には598の法人化自治体があり、4都市が人口100,000人を超え、40都市が人口10,000-99,999人である。オクラホマシティとタルサ両市はその市域人口で全米の上位50位以内に入っており、州人口の60%以上は両市の都市圏に住んでいる。オクラホマシティ都市圏の人口は2020年時点で1,425,695人、タルサ都市圏は1,015,331人となっている。
オクラホマシティとタルサ両市以外にはロートン市およびイーニド市が大都市統計地域として指定されている。アーカンソー州のフォートスミス都市圏が州内にも入っている。また、州内のデュラント小都市圏はテキサス州のダラス・フォートワース広域都市圏に、マイアミ小都市圏はミズーリ州のジョプリン広域都市圏にそれぞれ入っている。
オクラホマ州法では、自治体を2つの分類に分けている。人口1,000人以上の都市と、1,000人以下の町である。どちらもその境界内で立法、司法および行政の権限があるが、都市はその政体として市長・市政委員会方式、市政委員会・シティマネジャー方式あるいは強力な市長の方式を選択でき、町は選挙で選ばれた役人によって運営される方式のみである。
下記リストはオクラホマ州の主要都市であり、都市名の後の括弧内表記があるものは州内で市域人口上位10位以内に入る都市である。数字は2020年国勢調査の人口と2010年からの増加率を示す。
- オクラホマシティ (681,054, +17.42%)、以下は都市圏の都市
  - ベサニー/Bethany
  - ブランチャード/Blanchard
  - チョクトー/Choctaw
  - デルシティ/Del City
  - エドモンド/Edmond (94,428, +16.00%)
  - エルリノ/El Reno
  - ガスリー/Guthrie
  - ハラー/Harrah
  - ジョーンズ/Jones
  - キングフィッシャー/Kingfisher
  - ミッドウェストシティ/Midwest City (58,409, +7.43%)
  - ムーア/Moore (62,793, +14.00%)
  - マスタング/Mustang
  - ニューキャッスル/New Castle
  - ニコラス・ヒルズ/Nicolas Hills
  - ニコマパーク/Nicoma Park
  - ノーブル/Noble
  - ノーマン/Norman (128,026, +15.42%)
  - ピードモント/Piedmont
  - スペンサー/Spencer
  - タトル/Tuttle
  - ザ・ビレッジ/The Village
  - ウォーエーカーズ/Warr Acres
  - ユーコン/Yukon

- タルサ (413,066, +5.40%)、以下は都市圏の都市
  - ビクスビー/Bixby
  - ブロークンアロー/Broken Arrow (113,540, +14.86%)
  - カトゥーサ/Catoosa
  - クレアモア/Claremore
  - コリンズビル/Collinsville
  - カウェタ/Coweta
  - グレンプール/Glenpool
  - ジェンクス/Jenks
  - オワッソ/Owasso
  - サンドスプリングス/Sand Springs
  - サプルパ/Sapulpa
  - スキアトゥック/Skiatook
  - スペリー/Sperry

- 州内の上記2つの主要都市圏の範囲外
  - ロートン/Lawton (90,381, −6.70%)
  - イーニド/Enid (51,308, +3.91%)
  - マスコギー/Muskogee
  - バートルズビル/Bartlesville
  - スティルウォーター/Stillwater (48,394, +5.92%)
  - ショーニー/Shawnee
  - ポンカシティ/Ponca City
  - アルタス/Altus
  - アードモア/Ardmore
  - ダンカン/Duncan
  - マカリスター/McAleaster
  - マイアミ/Miami
  - ターリカー/Tahlequah
  - エイダ/Ada
  - チカシェイ/Chickasha
  - デュラン/Durant
  - オクマルギー/Okmulgee
  - ウッドワード/Woodward
  - ガイモン/Guymon
  - エルクシティ/Elk City
  - セイア/Sayre

## 政治と法律

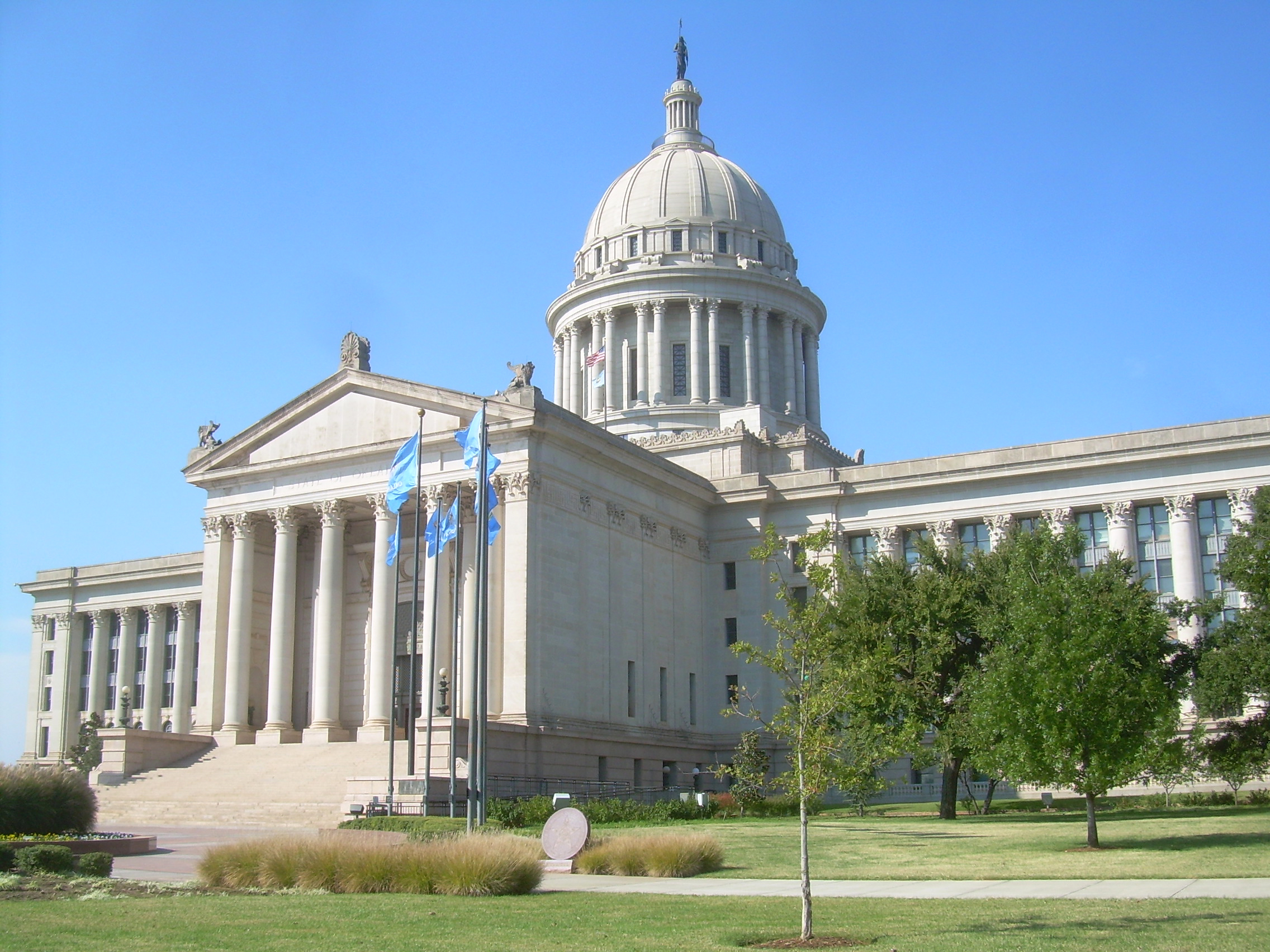
オクラホマ州会議事堂、オクラホマシティ

オクラホマ州の政体はアメリカ合衆国政府をモデルにした立憲共和政体であり、行政、立法および司法の三権が分立している。州内は77の郡に分割されており、それぞれの領域に地方政府の司法権がある。またアメリカ合衆国下院議員を選ぶ5つの選挙区がある。州の役人は州全体の選挙で相対多数により選ばれる。

### 州政府
オクラホマ州議会は下院と上院の両院制である。立法府として政府を運営するために必要とされる資金を集め分配する責任がある。上院の定数は48人で任期は4年間、下院の定数は101人で任期は2年間である。任期制限があり、両院合わせた就任期間を12年間としている。
司法府は最高裁判所、刑事事件控訴裁判所、および各郡にある77の地区裁判所で構成されている。この他に弾劾裁判所と司法裁判所が独立した形である。最終審は2つであり、最高裁判所が民事訴訟、刑事事件控訴裁判所が刑事事件の最終審を行う。この形態はオクラホマ州とテキサス州のみである。これら2裁判所と民事控訴裁判所の判事は、司法指名委員会の推薦によって州知事が指名し、6年ごとに無党派の審査投票に掛けられる。

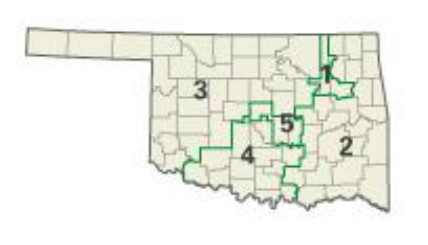
アメリカ合衆国下院議員を選ぶ5つの選挙区

行政府は、州知事、その補佐官および選挙で選ばれる役人で構成されている。行政府の首長である州知事は、連邦政府の用に供していないときの州軍の職権上最高指揮官であり、州議会で成立した法案への拒否権を保持している。行政府の任務には、予算案の提出、州法の強制、州内の和平の維持がある。

### 地方政府
オクラホマ州は77の郡に分かれており、郡は3人の選挙で選ばれる郡政委員、税評価官、事務官、裁判所事務官、財務官および保安官が統治している。地方自治体は郡政府とは別の行政、立法、司法の権限を持った独立政府を運営しているが、郡政府は法人化自治体にも未編入領域にも管轄権を及ぼす。行政権はあるが、立法権と司法権は無い。郡政府と自治体政府の双方がその管轄圏内で税を徴収し、別の警察部隊を雇用し、選挙を行い、救急活動を行う。その他の地方政体として、教育学区、技術センター地区、コミュニティカレッジチック、田園部消防署、田園部水道地区、および特殊用途地区がある。
インディアンによる部族政府は31がオクラホマ州にあり、それぞれが指定された地域内で限定のある権限を保持している。アメリカ合衆国の大半にあるインディアン居留地は無く、部族政府はインディアン準州時代に土地に対する認可を保持していたが、自治体や郡のような政体に対して限られた管轄権しか持たず、支配権は無かった。部族政府はアメリカ合衆国から行政、司法、立法について部族員に対する擬似主権のある政体として認められているが、特定の権限を取り消したり規制するときはアメリカ合衆国議会の権限に従うことになっている。部族政府はその憲法、さらに修正条項があればそれをアメリカ合衆国議会の承認を求めて提出しなければならない。

### 国政
20世紀前半はその大半で民主党の強い地盤だった。1908年から1948年の間で、オクラホマ州が共和党候補を支持したのは、1920年と1928年の2度だけだった。しかし、国内の他地域と比べてオクラホマ州の民主党はかなり保守的と考えられるのが常であり、次第に国政レベルで共和党に傾いていった。
現在州内の有権登録者は共和党の方が多数であり、1952年以降の大統領選挙では1回を除いて全て共和党候補を支持した。2004年と2008年、ジョージ・W・ブッシュとジョン・マケインは州内の全ての郡を制し、州全体では投票総数の65%以上を獲得した。2008年、オクラホマ州は全ての郡がマケインを支持したことで唯一の州となった。
| 年     | 共和党         | 民主党         |
| ------ | -------------- | -------------- |
| 2008年 | 65.65% 960,165 | 34.35% 502,496 |
| 2004年 | 65.57% 959,792 | 34.43% 503,966 |
| 2000年 | 60.31% 744,337 | 38.43% 474,276 |
| 1996年 | 48.26% 582,315 | 40.45% 488,105 |
| 1992年 | 42.65% 592,929 | 34.02% 473,066 |
| 1988年 | 57.93% 678,367 | 41.28% 483,423 |
| 1984年 | 68.61% 861,530 | 30.67% 385,080 |
| 1980年 | 60.50% 695,570 | 34.97% 402,026 |
| 1976年 | 49.96% 545,708 | 48.75% 532,442 |
| 1972年 | 73.70% 759,025 | 24.00% 247,147 |
| 1968年 | 47.68% 449,697 | 31.99% 301,658 |
| 1964年 | 44.25% 412,665 | 55.75% 519,834 |
| 1960年 | 59.02% 533,039 | 40.98% 370,111 |

共和党はオクラホマシティとタルサ各市およびそれらに近い郊外において強く支持されており、特に州西部のパンハンドルでは極めて高い支持率を誇る。一方の民主党は、州東部とリトルディキシー（州南東部）で比較的支持を集めている。
2000年国勢調査に従い、オクラホマ州からアメリカ合衆国下院に送り出す議員の定数が6人から5人に減らされた。第112議会（2011年-2012年）の場合、党の勢力に変化は無く、共和党4人、民主党1人だった。上院議員2人は共に共和党員である。

## 経済

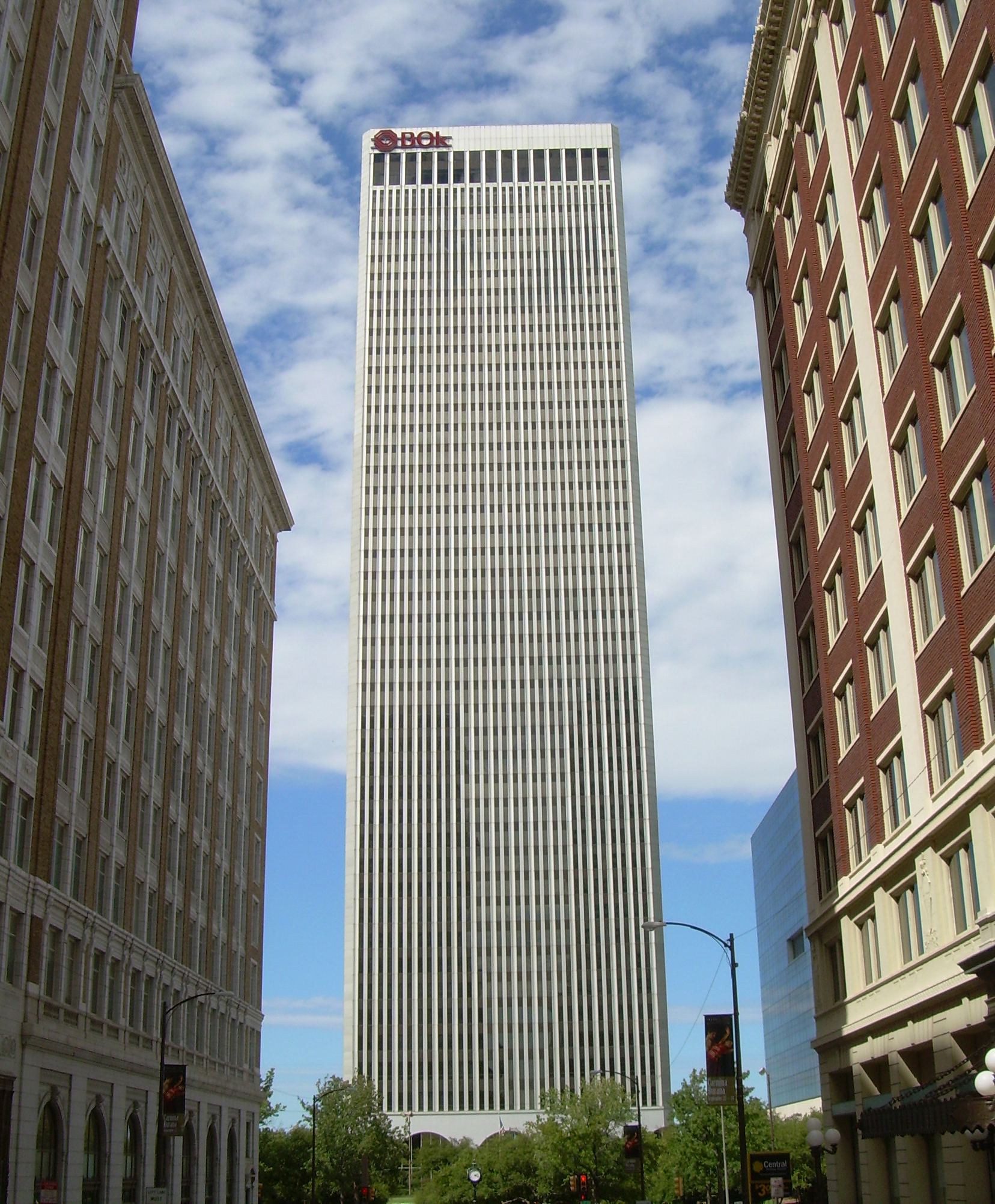
タルサ市のBOKタワー、州内で2番目に高さが高く、ウィリアムズ・カンパニーズの世界本社になっている

オクラホマ州は、航空機、エネルギー、輸送機器、食品加工、エレクトロニクス、通信の各産業を経済の基盤とし、天然ガス、航空機および食品の重要な生産州である。天然ガスの生産では国内第2位の州である。50州の中で農業生産では第27位、コムギに限っては第5位である。フォーチュン500に入る会社4社、フォーチュン1000に入る会社6社が州内に本社を置いており、国内でも事業に最も優しい州の一つになっている。2007年時点で税負担は7番目に低くなっている。2010年、オクラホマシティを本拠にするラブズ・トラベルストップス・アンド・カントリーストアズがフォーブスによる民間大企業第18位となり、タルサを本拠とするクイックトリップが37位、オクラホマシティのホビー・ロビーが37位となった。2006年から2010年の間で、州総生産高は1,319億ドルから1,475億ドルと10.6%成長した。2010年の一人当たり総生産高は35,480ドルであり、50州の中では第40位である。昔から石油産業が州経済を引っ張ってきたが、1980年代のエネルギー産業崩壊により、1980年から2000年までにエネルギー関連の9万人近い職が失われ、地方経済に深刻な影響を与えた。2007年で石油は350億ドルを生み出しているが、2007年時点で雇用数では他の5つの産業に追い抜かれた。2012年3月時点の州内失業率は5.4%である。

### 主要産業
2011年半ば、州内労働力人口は170万人であり、農業以外の雇用数は150万人当たりを上下している。2011年時点で、政府関連の雇用数が339,300人で最大であり、続いて輸送と公益事業で279,500人、教育関連で207,800人、事業で177,400人、製造業で 132,700人となっている。州内の大型産業の中でも航空機産業は年間110億ドルを売り上げている。タルサ市には世界最大の航空機整備基地があり、アメリカン航空の世界的整備とエンジニアリングの本部になっている。州内の生産高の10%以上が航空機産業であり、航空エンジンの製造では上位10州の中に入っている。オクラホマ州は地理的にアメリカ合衆国の中心にあるので、物流でも上位の州であり、また気象に関連する研究も盛んである。タイヤの製造では北アメリカでトップの生産高であり、急速に成長するバイオテクノロジーの企業もある。2005年、オクラホマの製造業による国際貿易学は43億ドルとなり、州経済の3.6%となった。食肉加工、石油・ガス機器製造、空調機製造も州内では大きな産業である。

### エネルギー

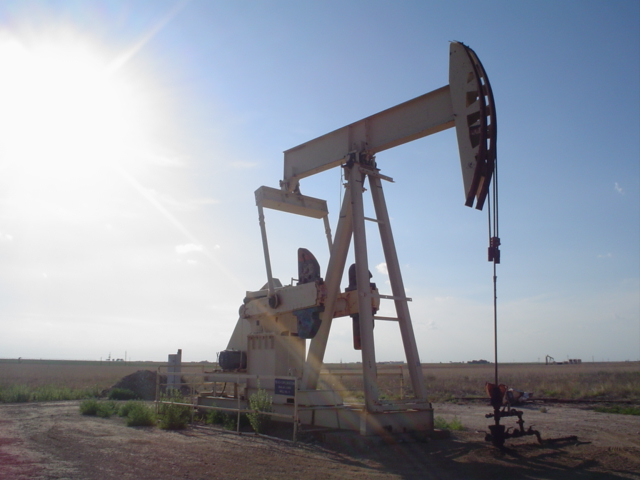
オクラホマ州の石油生産高は全米50州の中で第5位である

オクラホマ州は天然ガス生産量で全米第3位、原油では第5位、稼働している掘削リグの数では第2位である。また原油埋蔵量では第5位である。2011年時点の風力発電能力で全米第8位であるが、再生可能エネルギーの利用では最下位であり、2009年時点で石炭の25%、天然ガスの46%を含め、電力の94%は枯渇性資源から生まれている。2009年の一人当たりエネルギー消費量では第13位であるが、エネルギーコストは低い方から第8位である。石油エネルギー産業全体で州総生産の350億ドルを売り上げており、石油関連会社の従業員は平均して州内の通常労働者の2倍を稼いでいる。2009年時点で83,700の商業用油井が、年間653万7,400 バーレル (104万 m3) の原油をくみ上げている。国内天然ガス供給量の8.5%がオクラホマ州の産出であり、2009年時点では、16億7,300万立方フィート (5,100万 m3) を生産した。
雑誌フォーブスに拠れば、オクラホマシティにあるデボン・エナジー・コーポレーション、チェサピーク・エナジー・コーポレーションおよびサンドリッジ・エナジー・コーポレーションが国内でも最大級の民間石油関連会社である。またフォーチュン500に入っているオクラホマ州の会社は全てエネルギー関連会社である。雑誌フォーチュンに拠れば、タルサのONEOKとウィリアムズ・カンパニーズは、エネルギー分野でそれぞれ州内第1位と第2位の会社であり、国内でも第2位と第3位である。デボン・エナジーは鉱業と原油生産量で国内第2位であり、チェサピーク・エナジーは第7位、オクラホマ・ガス・アンド・エレクトリックはガスと電気の会社で第25位である。

### 農業
オクラホマ州は50州の中で農業生産では第27位であり、肉牛生産では第5位、コムギの生産高でも第5位である。国内牛肉の約5.5%はオクラホマ産であり、コムギは6.1%、豚肉は4.2%、酪製品は2.2%を生産している。2005年の農家は 83,500 軒あり、食肉で43億ドル、農産物で10億ドル弱を生産し、州総生産に61億ドルを貢献している。鶏肉と豚肉は州内第2位と第3位の産業である。

## 交通

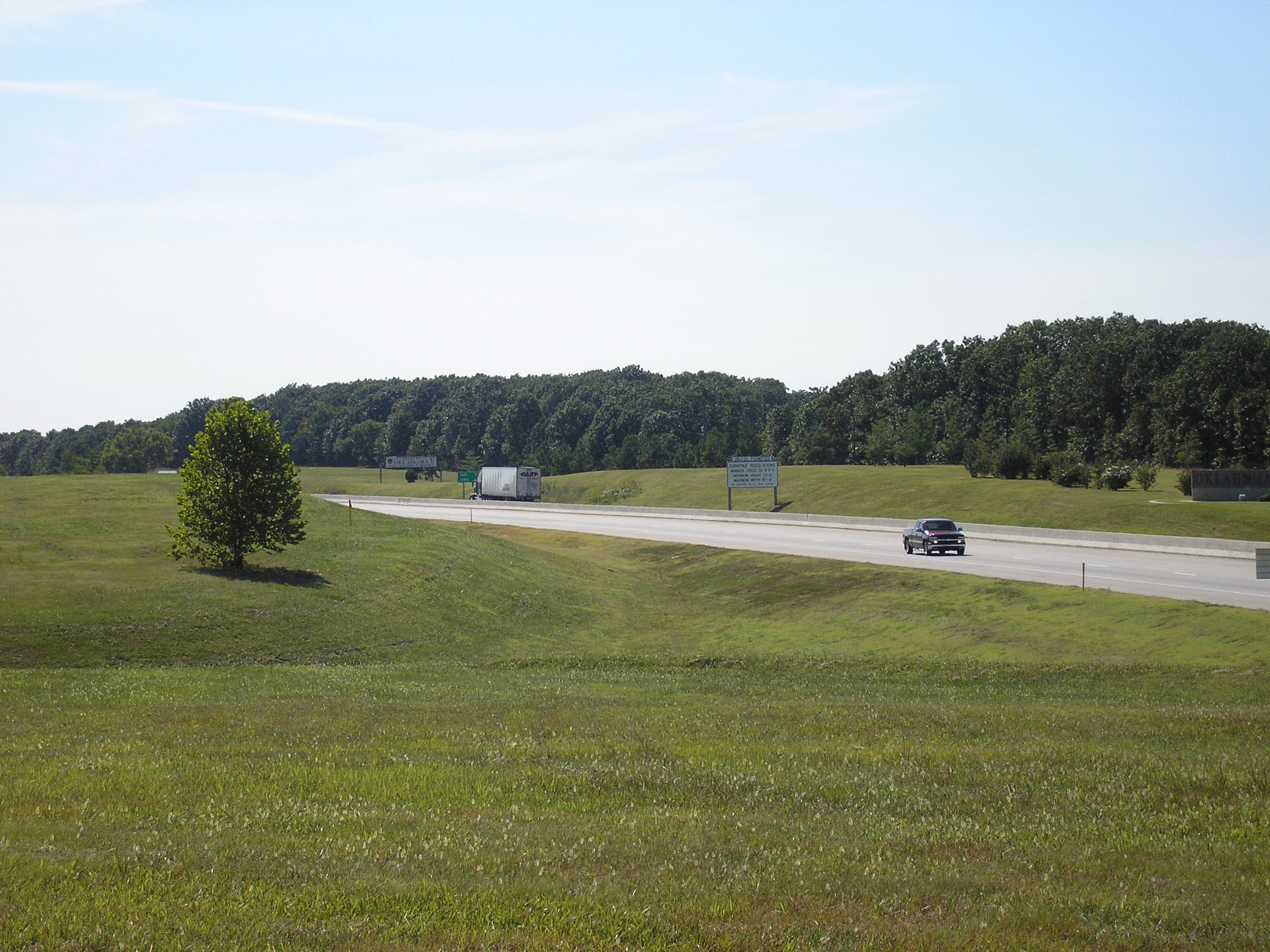
州内の主要有料道路であるウィル・ロジャーズ・ターンパイク、タルサ市の北東に延びている

州内の交通は州間高速道路、都市間鉄道、空港、内陸港および大量輸送ネットワークで行われている。アメリカ合衆国全体の州間高速道路網に組み込まれた高規格道路が3本、補助道路が4本ある。オクラホマシティでは州間高速道路35号線が同44号線および40号線と交差し、国内でも最大級に重要な交通地点となっている。州が管理する高規格道路、10のターンパイクや有料道路を含め、州内を総延長12,000マイル (19,200 km) 以上の道路が骨格を造っている。また国道66号線については国内最長の通行可能区間がある。2008年、州間高速道路44号線がオクラホマシティで最も通行量の多い道路となり、1日123,300台が利用した。2010年、国道の橋235か所を含め5,212の橋が構造的に欠陥があるとされ、その数では国内第3位となった。

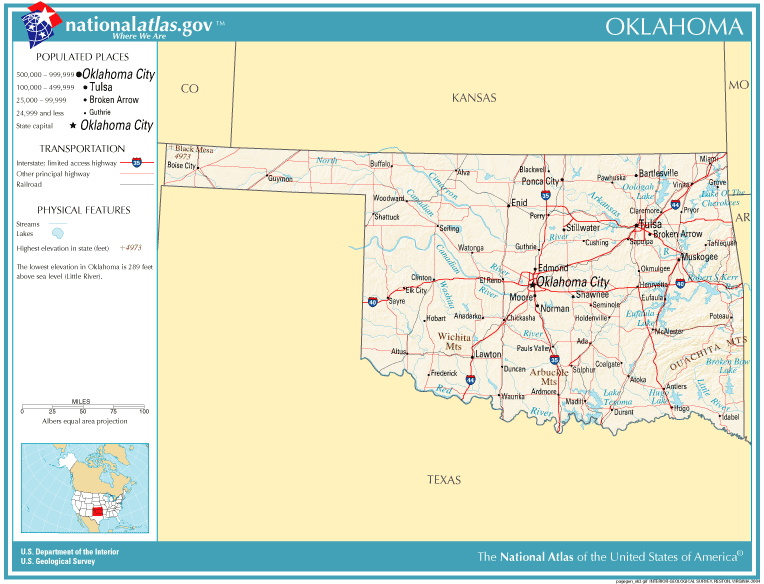
オクラホマ州の主要道路図

2011年3月、アメリカ合衆国の州の中でゴミ処理の悪さで第7位となった（ジョージア州、イリノイ州と同順位）。州全体で公共スペース（主に道路とそれに付随するゴミ処理）の清浄度と清掃効率の悪さが指摘された。
州内最大の商業空港はオクラホマシティのウィル・ロジャーズ・ワールド空港である。年間乗降客数は2010年で350万人以上だった。タルサ国際空港が第2位であり、年間乗降客数は2010年で130万人以上だった。この2つの空港の間を、13の航空会社が運行している。発着数ではタルサ市のリチャード・ロイド・ジョーンズ・ジュニア空港が2008年の年間で335,826回と最大である。州全体で公共用途空港が150以上ある。
オクラホマ州の鉄道は全国的なアムトラックとハートランド・フライヤーに接続されており、これが乗客を運ぶ数少ない鉄道である。現在はオクラホマシティとテキサス州のフォートワースが接続されているが、議会では2007年にハートランド・フライヤーをタルサまで延伸する資金集めを始めた。川の内陸港はマスコギー港とタルサ・ポート・オブ・カトゥーサの2港がある。国際貨物を扱うのはタルサ・ポート・オブ・カトゥーサのみであり、年間200万トン以上を扱って、国内の内陸港としては最大である。両港はマクレラン・カー・アーカンザス川航行体系の中にあり、タルサとマスコギーからバーディグリス川とアーカンザス川を経由して、ミシシッピ川までバージを動かしており、世界でも最大級の繁華な水路となっている。

## 教育

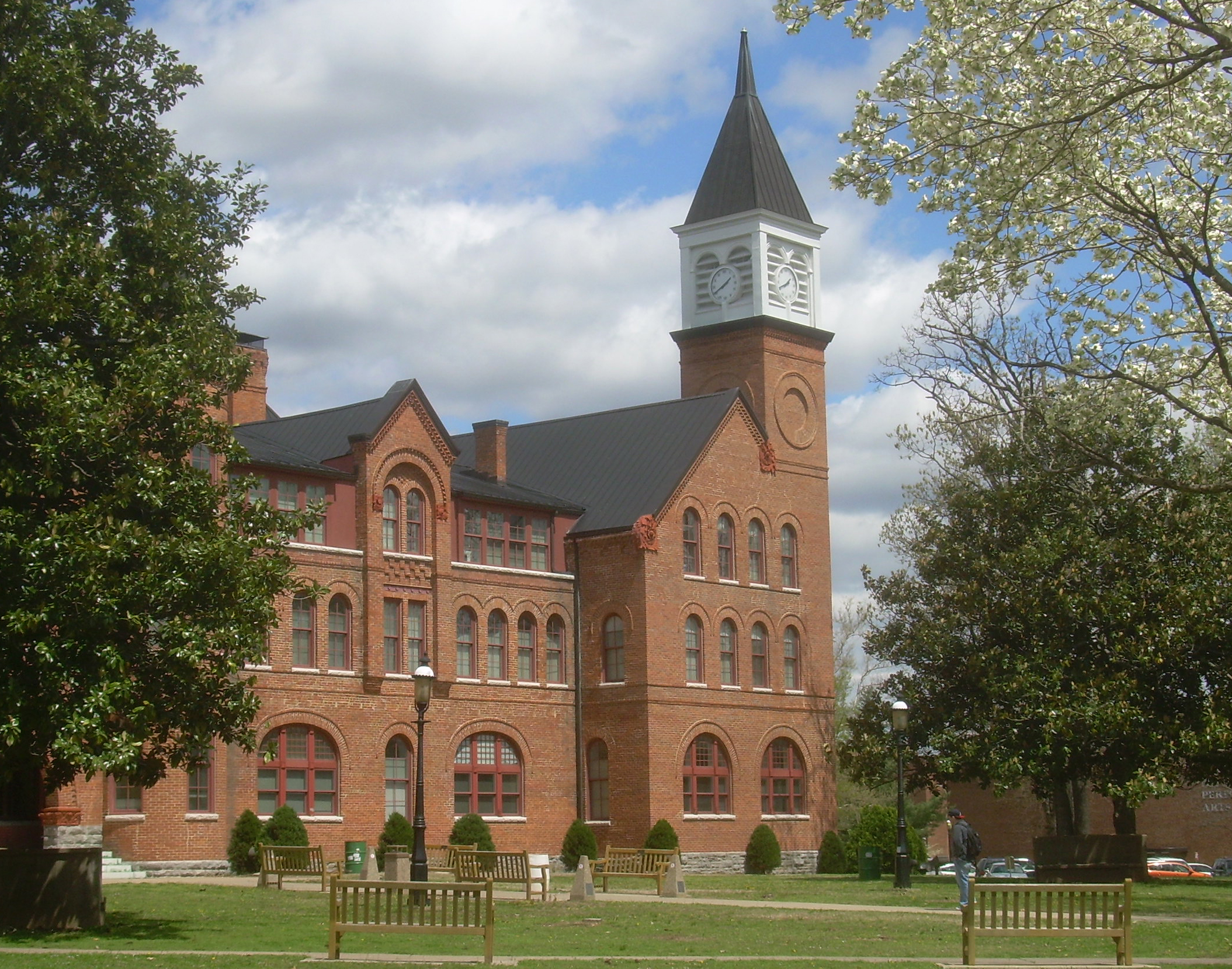
オクラホマ州の地域公立大学システムには、ターレクアにある北東部州立大学が含まれる

オクラホマ州の教育体系は公立教育学区と独立系私立学校で構成されており、2008年時点では533の教育学区にある1,845の公立小中高校と職業学校に638,817人の児童生徒が就学していた。2009年から2010年の学校年度では、インディアンの生徒が 126,078人おり、全米最大となっている。また2008年時点で生徒一人当たり教育費は7,755 米ドルであり、全米47位とかなり少ない。ただし、1992年から2002年に掛けての教育費増額率は22位だった。幼稚園入園前の教育については高い評価を受けており、2004年に国立早期教育研究所が調査した標準、品質、アクセスでの評価は国内第1位になり、早期教育のモデルにされている。高校の中途退学率は2007年の3.1%から2008年の2.5%に低下し、3%未満となった18州の中に入った。2004年、成人に対する高校卒以上の学歴者比率は85.2%となり、全米第37位だが、南部州では第1位になった。

### 単科及び総合大学
オクラホマ州内では、オクラホマ州立大学、オクラホマ大学およびセントラル・オクラホマ大学が大きな公立高等教育機関であり、1つの本校と州内の衛星キャンパスで運営されている。2つの州立大学、およびオクラホマシティ大学とタルサ大学は、大学生の実務教育で国内でも高い評価を受けている。タルサ法学院大学、オクラホマシティ法科大学、およびオクラホマ法科カレッジは州内で数少ないアメリカ法曹協会認定教育機関である。オクラホマ大学とタルサ大学は全国的な学術程度評価で高く評価されており、タルサ大学が唯一100傑に入っている。州内には11の公立地域大学がある。この中には、ミズーリ川より西では2番目に古い高等教育機関であるノースイースタン州立大学や、州内では唯一の眼科カレッジがあり、また比率と絶対数で国内最大のインディアン学生が就学している。ラングストン大学は州内唯一の黒人カレッジである。州内の大学のうち6校は、2007年のプリンストン・レビューで、国内の地域カレッジ122傑に入っており、3校は最高価値のトップリストに入った。オクラホマ州職業訓練技術教育プログラムが運営する中等教育後の技術教育機関が55か所あり、工業や事業の特殊分野における教育訓練を行っている。
2007年から2008年の教育年度で、州内高等教育機関に学生181,973人、大学院生20,014人、博士課程学生4,395人が就学していた。これらの学生の中で18,892人は学士号を、5,386人は修士号を、462人が博士号を取得した。このことはオクラホマ州で教育修了者あたり平均38,278人の学位取得者を送り出していることになる。なお全国平均は68,322人である。
- キャメロン大学
- フィリップス大学
- イーストセントラル大学
- ヘリテージ・カレッジ・アンド・ヘリテージ研究所
- ラングストン大学
- 中部アメリカ・クリスチャン大学
- ノースイースタン州立大学
- 北西部オクラホマ州立大学
- オクラホマ・バプテスト大学
- オクラホマ・クリスチャン大学
- オクラホマシティ大学
- オクラホマ・パンハンドル州立大学

- オクラホマ州立大学健康科学センター
- オクラホマ州立大学オクラホマシティ校
- オクラホマ州立大学オクマルギー校
- オクラホマ州立大学スティルウォーター校
- オクラホマ州立大学タルサ校
- オクラホマ・ウェズレアン大学
- オーラル・ロバーツ大学
- フィリップス大学
- ローズ州立カレッジ
- セミノール州立カレッジ
- セントグレゴリーズ大学
- 南東部オクラホマ州立大学
- 南ナザレン大学
- 南西部オクラホマ州立大学
- セントラル・オクラホマ大学
- オクラホマ大学
- オクラホマ大学健康科学センター
- オクラホマ大学タルサ校
- オクラホマ科学芸術大学
- タルサ大学

## 芸術・文化
オクラホマ州はアメリカ合衆国国勢調査局の分類で南部に位置づけられているが、定義によってはその全体あるいは一部が南西部および南部文化地域に入り、また地理・文化地域の定義ではアップランドサウスやグレートプレーンズにも一部が入っている。州民の先祖を辿れば、ドイツ人、イギリス人、スコットランド・アイルランド人およびインディアンの比率が高い。インディアンの言語では25の言語が話されている。北アメリカで白人の移民が増えたときに多くのインディアン部族がオクラホマに移住させられたので、言語的に非常に多様である。オクラホマ大学人類学准教授でノーブル博物館インディアン言語補助学芸員であるメアリー・リンは、絶滅が高度に危惧される言語があるとのことである。
現在のオクラホマ州と呼ばれる地域をこれまで6つの政体が支配した。また67のインディアン部族が州内にいる。部族の本部の数で最も多く、連邦が認定した部族でも39ある。州西部の牧場経営者、インディアン部族、南部の開拓者および東部の石油成金が州文化の構成要素となり、大都市であっても国内で最も文化の低い所と見なされてきた。州民は南部によく見られるもてなしの良さに慣れており、カタログ・フォー・フィランソロピーはその全体としての寛容さを国内第4位に位置づけている。またジョン・スタインベックの小説『怒りの葡萄』がオーキーと呼ばれたダストボウル時代の教養の無い貧窮に喘ぐ農夫の困窮度を描いていたが、そのような否定的な文化にも馴染んできた。しかし、オーキーという言葉は州民から肯定的な意味合いで使われることの方が多い。

### 芸術と演劇

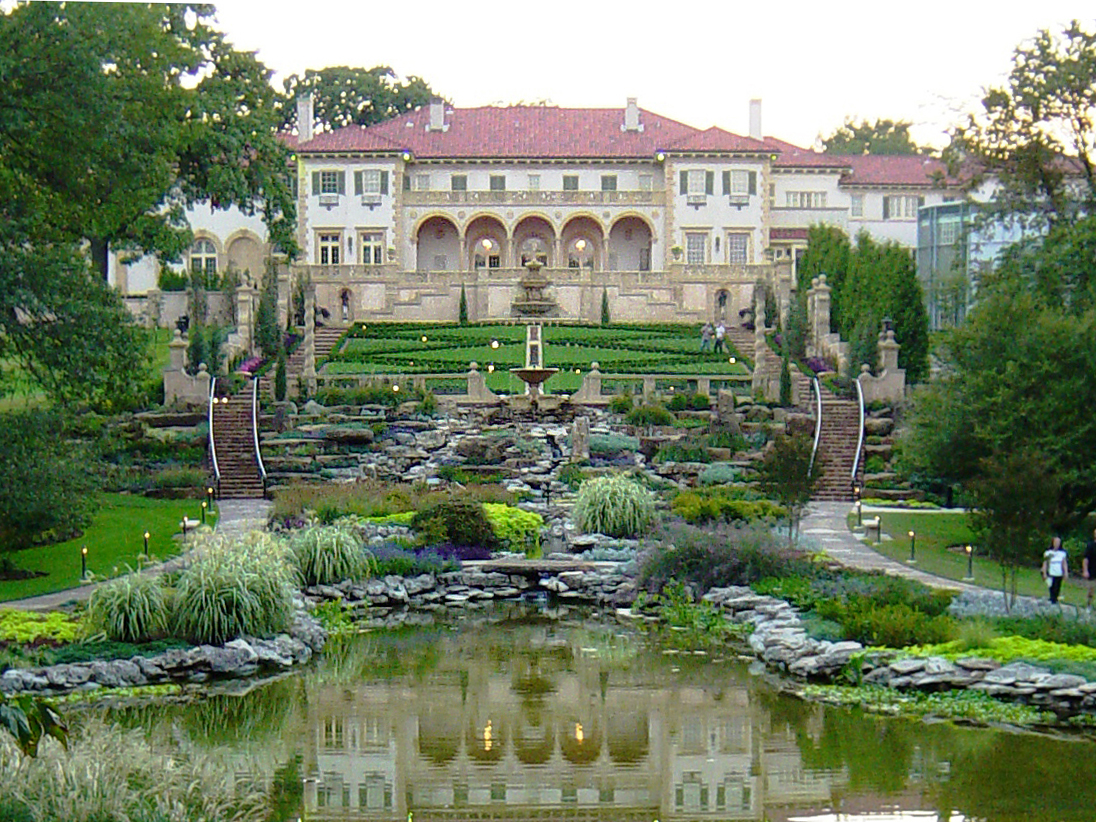
フィルブルック美術館、アメリカ合衆国の中でも50傑にはいる美術館

州内最大の都市圏でジャズ文化のポケットが繁栄しており、インディアン、メキシコ系アメリカ人およびアジア系アメリカ人の社会がそれおぞれの文化の音楽や芸術を生み出している。バートルズビルで開催されるオクラホマ・モーツァルト・フェスティバルはアメリカ合衆国南部で開催されるクラシック音楽の祭の中でも最大級のものである。またオクラホマシティの芸術祭は国内でも最上級の芸術祭に挙げられている。
オクラホマ州から5人のインディアン・バレリーナが世界的な名声を得ており、バレーの歴史も豊かである。その5人とは、イボンヌ・シュートー、マジョリーとマリアのトールチーフ姉妹、ロゼリア・ハイタワーおよびモセリン・ラーキンであり、「5つの月」と呼ばれている。「ニューヨーク・タイムズ」紙は、タルサ・バレー団を国内でもトップクラスのバレー団に挙げた。オクラホマシティ・バレー団とオクラホマ大学ダンス部は、イボンヌ・シュートーとその夫のミゲル・テレコフが結成した。大学ダンス部は1962年に設立され、この種のものでアメリカ合衆国では最初に認証された団体となった。サンドスプリングス市には「ディスカバリーランド！」と呼ばれる屋外円形劇場があり、ミュージカル「オクラホマ!」の公式公演場である。タルサ・サウンドやウェスタン・スイングなどタルサ市のケインズ・ボールルーム（ダンスホール）で人気を得た音楽スタイルを生み出してきた。この建物はウェスタン・スイングのカーネギーホールとも呼ばれ、1930年代にはボブ・ウィリスやテキサス・プレイボーイズが公演を行った劇場だった。スティルウォーター市はレッドダート音楽の発祥地として知られ、ボブ・チャイルダーズの演奏で知られている。
州都オクラホマシティで著名な劇団としては、オクラホマシティ劇団、カーペンタースクエア劇団、オクラホマ・シェイクスピア・インザパークおよびシティレップがある。シティレップは芸人や劇団の技術専門家にエクイティポイントを提供するプロ劇団である。タルサ市ではオクラホマ州最古の住民プロ劇団がアメリカン劇団であり、シアター・タルサはミシシッピ川より西では最古の市民劇団である。タルサ市には他にもヘラー劇団やタルサ・スポットライト劇団がある。ノーマン市、ロートン市、スティルウォーター市にも評価の高い市民劇団がある。
オクラホマ州は一人当たりの芸術に使う金で国内第17位と中ごろに当たっており、州内には300以上の博物館がある。タルサ市のフィルブルック美術館はアメリカ合衆国の中でも50傑にはいる美術館と見なされ、ノーマン市で地域の自然史関連文献を収めるサム・ノーブル・オクラホマ自然史博物館は、国内でも最大級の大学を本拠とする芸術と歴史の博物館である。トマス・ジルクリーズの収集品がタルサ市のジルクリーズ博物館に収められており、アメリカ西部の芸術と人工物の収集では世界最大かつ最も包括的なものである。ショーニー市のマビー・ガーラー美術館のエジプト美術コレクションは、イリノイ州シカゴとカリフォルニア州サンフランシスコの間にあるこの種のコレクションとして最も評価の高いものであると見なされている。オクラホマシティ美術館は、デイル・チフーリによるガラス彫刻では世界でも最も包括的な収集になっている。オクラホマシティの国立カウボート西部歴史遺産博物館には、アメリカ西部開拓時代の遺産が集められている。ユダヤ人のホロコーストの遺品とユダヤ教関連の人口品では、タルサ市のシャーウィン・ミラー・ユダヤ美術博物館がアメリカ合衆国南西部では最大のユダヤ美術コレクションを収めている。

### 祭と行事

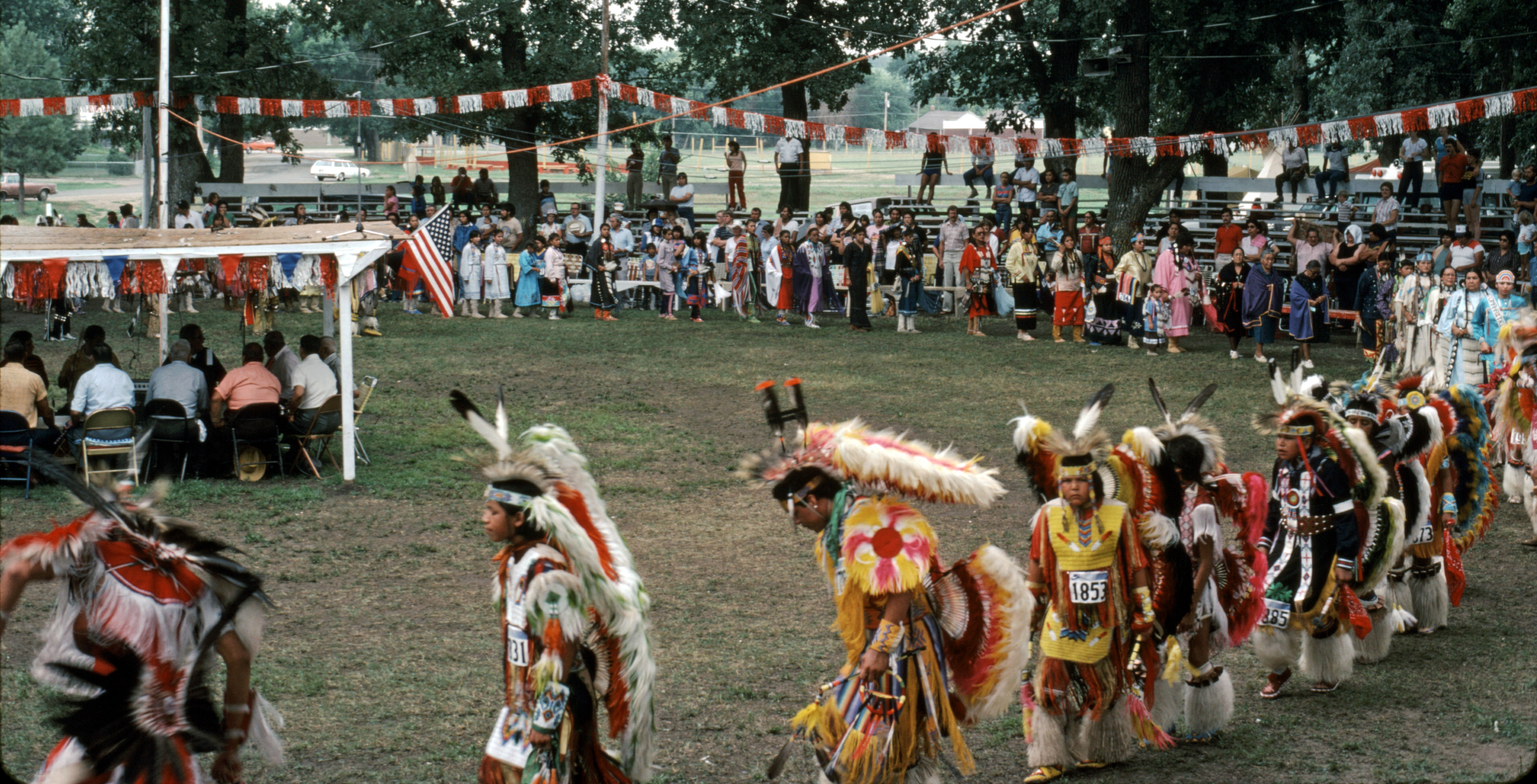
インディアンによるパウワウのような文化行事が州内では多く開催されている

2007年11月16日に開催されたオクラホマの州昇格100周年祭は、アメリカ・バス協会によって2007年のトップイベントに挙げられた。毎年、民族の祭や行事が州内で開催されており、例えば、インディアンのパウワウなど祭礼行事、スコットランド系、アイルランド系、ドイツ系、イタリア系、ベトナム系、中国系、チェコ系、ユダヤ系、アラブ系、メキシコ系、アフリカ系などの地域社会が文化遺産や伝統を祝うものがある。オクラホマシティで10日連続で行われるオクラホマ州祭は、100万人近い観客が訪れ、毎年大規模なパウワウ、アジアの祭、ジューンティーンス（奴隷解放の日）などが行われる。タルサ州祭では10日間に100万人以上の観客が訪れ、またタルサ市の五月祭は2007年実績で4日間に37万5千人以上を集めた。2006年、タルサ市のオクトーバーフェストは新聞「USAトゥデイ」が世界のトップ10に、雑誌「ボナペティ」でドイツ系食品祭の国内トップに挙げられた。タルサではまた、毎年音楽祭「Dフェスと」を開催しており、州出身のバンドや音楽家が出演している。ノーマン市ではノーマン音楽祭を開催している。また1976年以来、ノーマン中世祭を開催しており、州内では初のものになっている。この祭はまずオクラホマ大学南オーバルで開催され、3年目にダックポンドに移され、その後規模が大きくなったので、2003年にリーブズ公演に移された。中世祭はオクラホマの週末行事としては最大、かつ州内で3番目に大きな行事となり、イベンツ・メディア・ネットワークからは国内100の行事の1つに選定された。

### オクラホマ州出身の有名人
- オクラホマ州出身の有名人（英文）
- キャリー・アンダーウッド - 全米人気オーディション番組・アメリカン・アイドルの第4シーズンで優勝
- ポール・ウェイナー - 野球選手 (アメリカ野球殿堂表彰者)
- ロイド・ウェイナー - 野球選手。ポール・ウェイナーの弟 (アメリカ野球殿堂表彰者)
- デイヴィッド・T・ウォーカー - 音楽家。R&Bギタリスト
- ジェシ・エド・デイヴィス - 音楽家
- ノーキー・エドワーズ - ザ・ベンチャーズのリードギタリスト。チェロキー族の血を引いている
- デヴィッド・ゲイツ - ポップ音楽家
- J.J.ケイル - 音楽家。ギタリスト
- ジム・ケルトナー - 音楽家。ドラマー
- ボビー・コックス - 野球選手、監督
- ニール・ショーン - ジャーニーのギタリスト。オクラホマシティのティンカー空軍基地で出生している
- ウィリー・スタージェル - 野球選手 (アメリカ野球殿堂表彰者)
- ウェス・ステュディ - 俳優
- トラクターズ - カントリー・ロック・バンド
- ドワイト・トウィリー - ロック音楽家
- ランディ・バース - 野球選手、元阪神タイガース選手、州議会議員。チェロキー族の血を引いている
- フォービアン・バワーズ - チェロキー出身の音楽家、軍人、GHQでは通訳。歌舞伎の保護を主張した
- ブラッド・ピット - 俳優
- ガース・ブルックス - カントリー・シンガー
- パティ・ペイジ - ポップ、カントリー歌手
- ジョニー・ベンチ - 野球選手 (アメリカ野球殿堂表彰者)
- ボブ・ボーグル - ザ・ベンチャーズのベーシスト、初代リードギター担当
- マーヴィン&ジョニー - 音楽家。R&Bデュオ
- ジェームズ・マースデン - 俳優
- ミッキー・マントル - 野球選手 (アメリカ野球殿堂表彰者)
- レオン・ラッセル - ロック音楽家
- ジム・ロス - アメリカのプロレス界を代表する実況アナウンサー。WWE副社長
- ウェス・ウェルカー - NFL選手、チェロキー族の血を引いている

### スポーツチーム
マイナーリーグ野球チームは：
- オクラホマ・レッドホークス (オクラホマシティ内 AAA)
- en:Tulsa Drillers (タルサ内 AA)

他のオクラホマシティ・チームは：
- オクラホマシティ・ブリザーズ (アイスホッケー：CHL)
- en:Oklahoma City Yard Dawgz (en:Arena Football League：en:AF2)
- オクラホマシティ・ライトニング (Women's Football：NWFA)
- オクラホマシティ・サンダー (NBA)
- オクラホマ・ストーム (バスケットボール：en:United States Basketball League)

他のタルサ市にあるチーム：
- タルサ・オイリーズ (アイスホッケー：CHL)
- en:Tulsa Talons (en:Arena Football：en:AF2)
- en:Tulsa 66ers (バスケットボール：en:NBA Development League)

## 健康管理

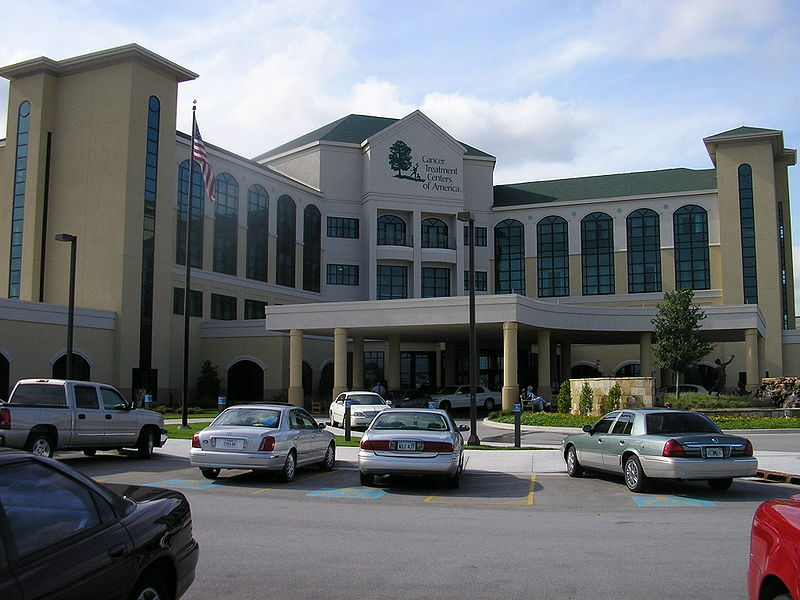
タルサ市にあるアメリカ・ガン治療センター、南西地域のための施設

オクラホマ州の健康管理関連連邦予算消費額は2005年で75,801,364米ドルであり、その額で50州の中では第21位になっている。予防接種、バイオテロ予防、および健康教育が費用項目として高い3傑である。主要疾病罹患率は全国平均に近く、気管支喘息、糖尿病、ガンおよび高血圧症の罹患率は国内の他地域よりも幾らか高い。
2000年時点で、人口一人当たり医師の数は国内第45位であり、一人当たり看護師の数でも全国平均より少し低かったが、人口10万人あたりの病床数では国内平均を僅かに上回り、過去12年間での健康サービス成長率では国内平均を上回った。2005年時点で18歳から64歳の州民のうち25%近くが健康保険に入っておらず、悪い方から5番目の高率となっている。肥満率では人口の30.3%が肥満、または肥満に近いと診断され、これも悪い方から5番目になっている。コモンウェルス・ファンドの2007年調査では、健康管理実行度で50州の最下位になった。
INTEGRISガン研究所はプロトン療法センターと共に、国内6番目の包括的ガン治療センターであり、伝統的な放射線療法とプロトン療法を提供している。州内最大の病院の集積であるオクラホマ大学医療センターはアメリカ外科学会がレベルIのトラウマセンターに認定する病院として州内唯一のものである。オクラホマ大学医療センターはオクラホマシティのオクラホマ健康センター地基地内にあり、医療研究施設として州内最大の集積度を誇っている。タルサ市にあるアメリカ・ガン治療センター地域医療センターは、国内に4つあるこの種施設の1つであり、アメリカ合衆国南西部全体のガン治療を行い、国内でも最大級のガン治療病院となっている。国内でも最大の整骨療法教育施設がタルサ市にあるオクラホマ州立大学整骨療法センターであり、神経科学の分野でも最大級のものになっている。

## メディア
ニールセン・メディア・リサーチに拠れば、オクラホマシティ市とタルサ市はそれぞれ国内45位と61位のメディア市場である。州内第3位のロートン・ウィチタフォールズ (テキサス州)メディア市場は国内第149位である。テレビ放送は1949年にオクラホマシティ市とタルサ市で相前後して始まった。現在全ての全国ネットワークの系列局が州内にある。
州内には主要新聞2紙が発行されている。オクラホマシティ市の「ザ・オクラホマン」は、週日の購読者138,493人、日曜版の購読者202,690人と、州内第1位、国内第54位である。「タルサ・ワールド」は、日曜版発行部数132,969部、週日の購読者93,558で、州内第2位、国内第79位である。州内で最初の新聞は1844年に創刊された「チェロキー・アドボケイト」であり、チェロキー語と英語の双方で書かれていた。2006年時点で州内に220以上の地方新聞が発行されており、週刊紙177、日刊紙が48である。
州内ではオクラホマ公共ラジオと公共ラジオ・インターナショナルという2つの大規模な公共ラジオネットワークが放送されている。1955年に開始されたオクラホマ公共ラジオが最初のものであり、これまでに271の賞を得てきた。公共ラジオ・インターナショナルは州内10の基地局に番組を流しており、月間の放送時間は400時間を超えている。州内最初のラジオ局は1920年にオクラホマシティ市に開局された。2006年時点で州内に500以上のラジオ局がある。
少数民族を指向したテレビ局も幾つかあり、スペイン語、アジアの言語、あるいはインディアン向けの番組を流している。キリスト教系ネット局がタルサ市にあり、1980年にはオクラホマシティ市にトリニティ・ブロードキャスティング・ネットワークが完全に所有する最初の局ができた。

## その他

### 州の象徴など

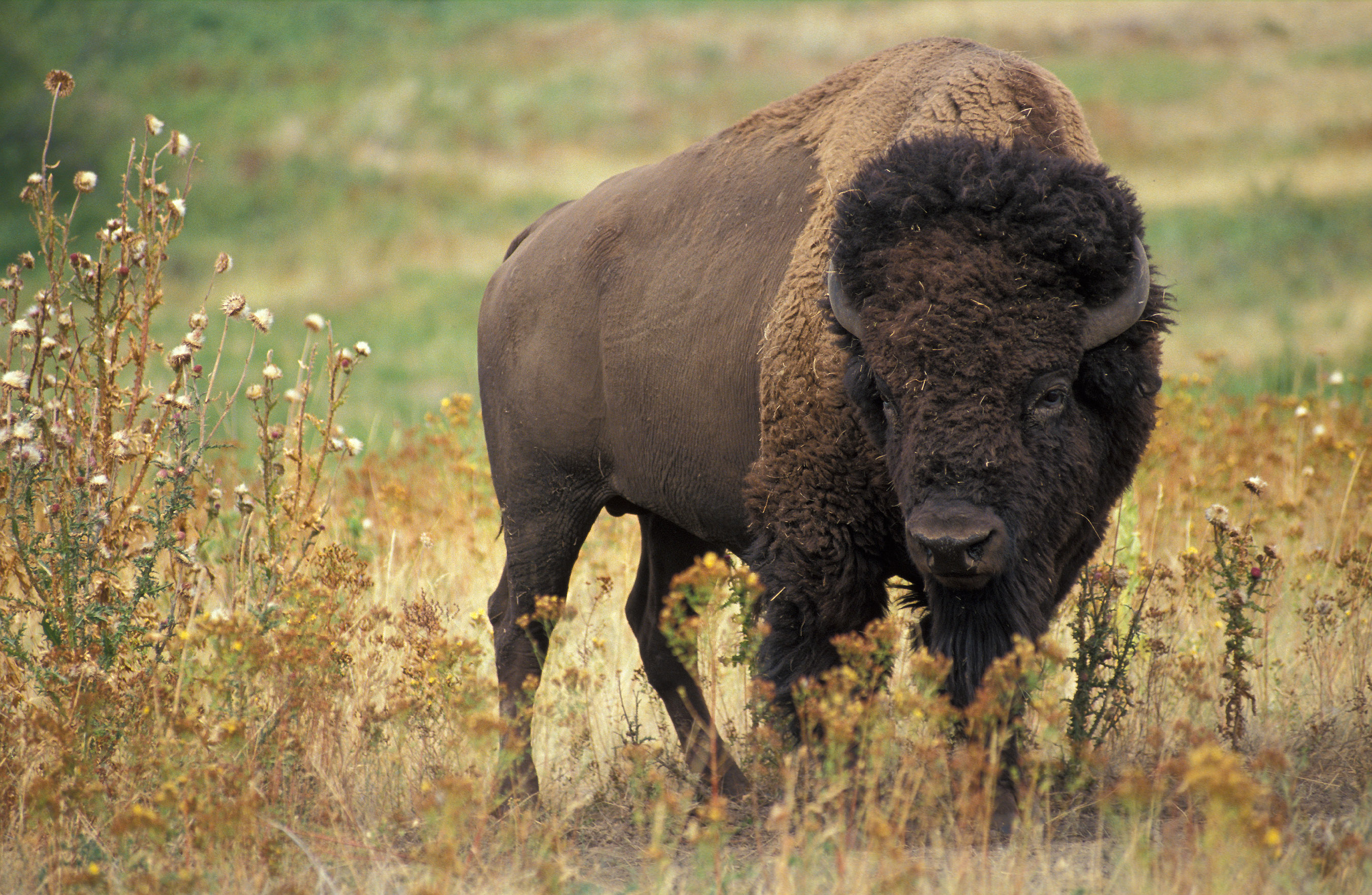
州の哺乳類、アメリカバイソン

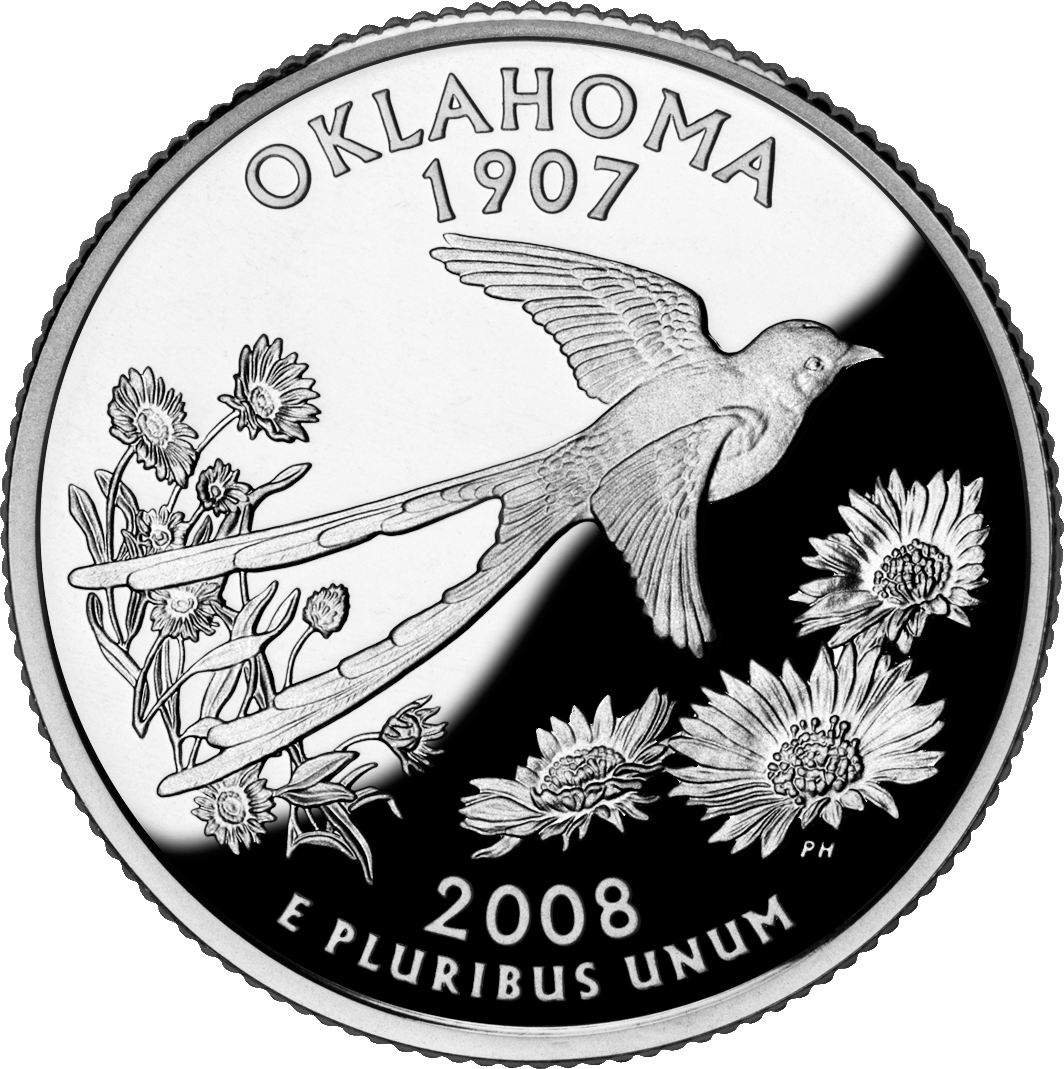
オクラホマ州の25セント硬貨、2008年発行、州の野草の上を飛ぶ州の鳥を描いている

州法では州章と名誉職を規定している。州議会上院と下院は特別行事や州の利益になるものを指定することができる。
州の象徴:
- 州の鳥 - エンビタイランチョウ
- 州の木 - アメリカハナズオウ
- 州のほ乳類 - アメリカバイソン
- 州のモットー - "Labor omnia vincit"（労働が全てのものに勝る）

### 日本の姉妹都市
- (京都府) - (オクラホマ州)
- (秋田県仁賀保町) - (ショーニー市)
- (栃木県宇都宮市) - (タルサ市)
- (京都府亀岡市) - (スティルウォーター市)
- (京都府精華町) - ノーマン市